# Oerlinghausen

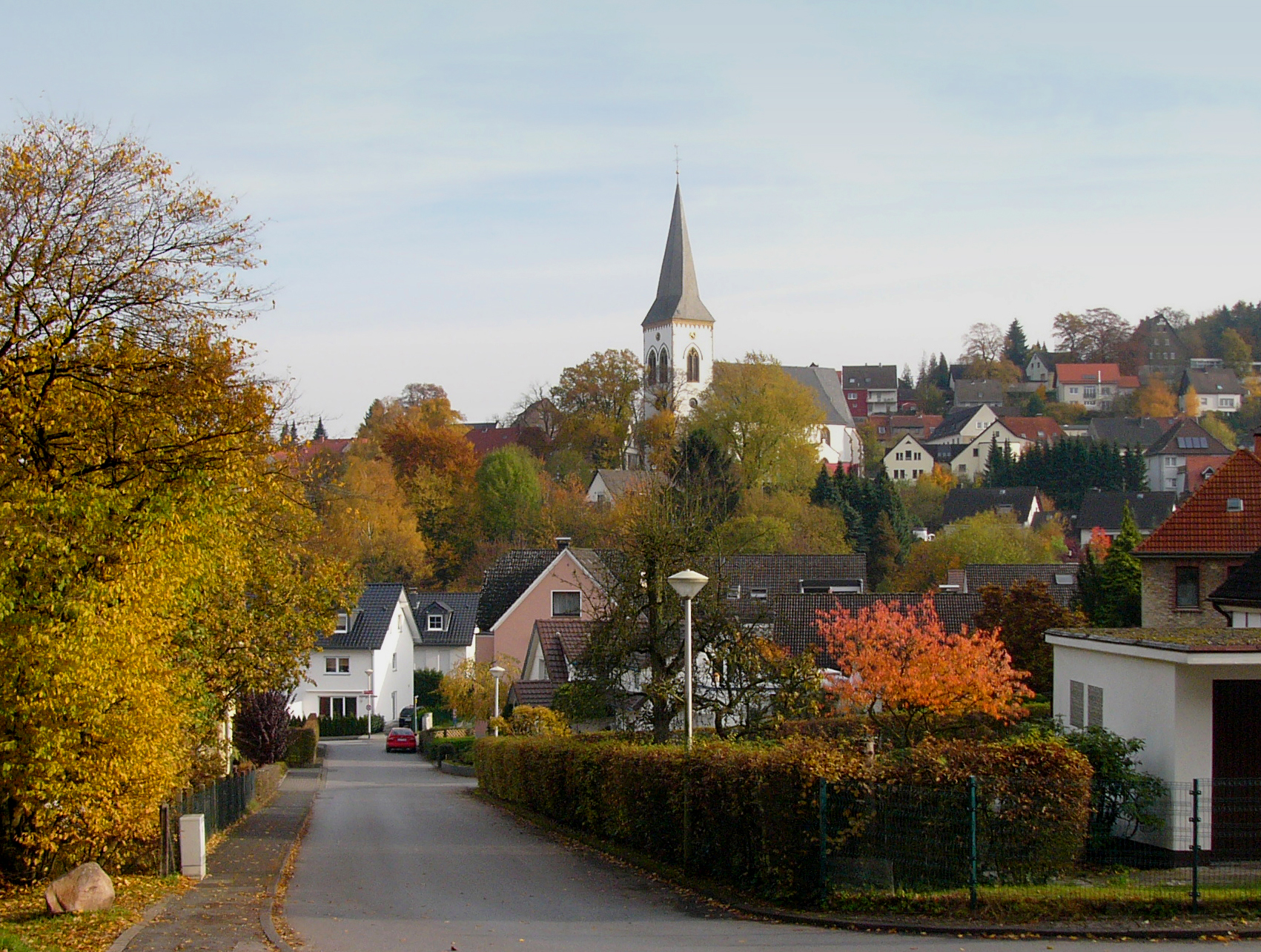
Blick auf Oerlinghausen

Oerlinghausen [ˈœʁlɪŋhaʊzən] (niederdeutsch Ankhiusen) ist eine lippische Stadt im Nordosten Nordrhein-Westfalens. Sie liegt südöstlich von Bielefeld an einem Pass über den Teutoburger Wald.
Mit etwa 17.000 Einwohnern ist Oerlinghausen die fünftgrößte Stadt im Kreis Lippe. Der Segelflugplatz Oerlinghausen gilt als einer der beiden größten seiner Art in Europa und hat die Stadt neben dem Archäologischen Freilichtmuseum überregional bekannt gemacht. War früher die Leinen- und Zigarrenindustrie führend, profitiert Oerlinghausen heute von der Nähe zu Bielefeld. Viele Pendler fahren in die benachbarte Großstadt; einige Bielefelder Unternehmen haben mittlerweile Produktionsstätten in Oerlinghausen aufgebaut.
Die Stadt in ihren heutigen Grenzen entstand erst am 1. Januar 1969 durch Zusammenlegung der Stadt Oerlinghausen mit den bis dahin selbständigen Gemeinden Lipperreihe und Helpup. Die erste Besiedlung des heutigen Stadtgebietes lässt sich auf 400 bis 50 v. Chr. datieren; urkundlich wird der Ort erstmals 1036 als Orlinchusen erwähnt.

## Geografie

### Geografische Lage

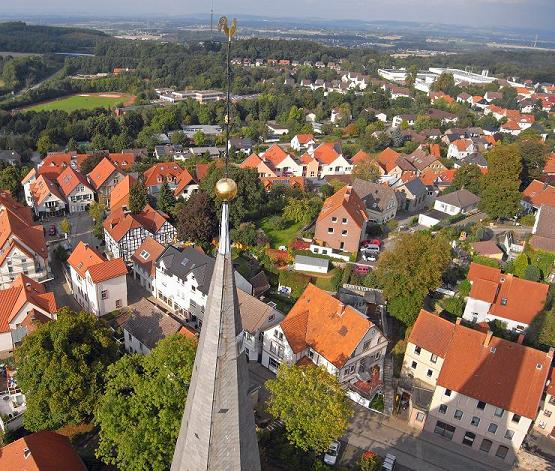
Blick auf die Kirchturmspitze und Altstadt

Die Stadt Oerlinghausen befindet sich im Westen des Kreises Lippe, im Osten Nordrhein-Westfalens. Sie liegt an einem Pass über den Höhenzug Teutoburger Wald, ungefähr in der Mitte zwischen Bielefeld (11 Kilometer westlich gelegen) und Detmold (15 Kilometer östlich gelegen) innerhalb des Naturparks Teutoburger Wald/Eggegebirge. Die Kernstadt liegt überwiegend am Nordhang des Tönsberges, ebenso der Ortsteil Währentrup. Die Ortsteile Südstadt und Lipperreihe sind in der Ebene südlich des Teutoburger Waldes zu finden, der Ortsteil Helpup nördlich davon, der Höhenzug selbst ist an dieser Stelle Teil der Weser-Ems-Wasserscheide. Die Kumsttonne auf dem Tönsberg ist das Wahrzeichen Oerlinghausens. Der frühere Name Osning für den Höhenzug bedeutet heiliger Waldkamm und erst seit rund 200 Jahren wird der Begriff Teutoburger Wald gebraucht, der auf eine Ortsangabe des römischen Geschichtsschreibers Tacitus zurückgeht.
Der höchste Punkt im Stadtgebiet befindet sich auf 334 m ü. NN (Tönsberg), der niedrigste auf etwa 120 m ü. NN am Abfluss des Sieksbaches am nördlichen Stadtrand in Helpup.

### Geologie

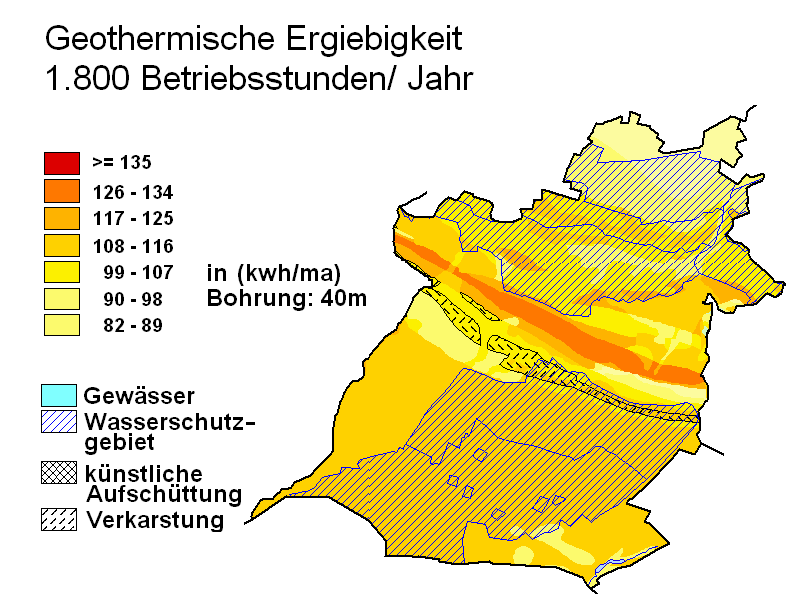
Geothermische Karte von Oerlinghausen

Bedingt durch die Lage beidseits des Teutoburger Waldes hat Oerlinghausen eine ausgeprägte Morphologie. Auf sehr engem Raum treten steilstehende bis überkippt gelagerte Ton-, Sand-, Mergel- und Kalksteine des Erdmittelalters zutage. Im nordöstlichen Gemeindegebiet herrschen Kalksteine des Muschelkalks vor, während der südwestliche Teil der Gemeinde bereits zur Senne gehört, die beim Abschmelzen der letzten Eiszeit gebildet wurde, als das Schmelzwasser große Mengen an Sand mit sich führte und hier ablagerte. An manchen Stellen sind die Ablagerungen über 60 Meter stark und bestehen aus zerriebenem Sandstein des Osning. Durch die Innenstadt verläuft der Osningkamm. Dieses langgezogene Gebirge besteht hier aus drei von Nordwest nach Südost verlaufenden Höhenzügen. Der zentrale Hauptkamm wird vom Osning-Sandstein der Unteren Kreide gebildet, der südliche Kamm besteht aus Turonium- und Cenomanium-Schichten der Oberen Kreide und der nördliche Kamm aus Keuper- und Muschelkalk.
Oerlinghausen eignet sich im nördlichen Gemeindeteil weitgehend gut, im südlichen Gemeindeteil durchweg gut und in Kammlagen sehr gut zur Nutzung von geothermischen Wärmequellen mittels Erdwärmesonde und Wärmegewinnung durch Wärmepumpenheizungen (vergleiche dazu die nebenstehende Karte).

### Ausdehnung und Nutzung des Stadtgebietes
Die als „große Landgemeinde“ klassifizierte Stadt umfasst ein Gebiet von 32,7 Quadratkilometer. Die Ausdehnung des Stadtgebietes in Nord-Süd-Richtung beträgt rund sieben Kilometer, in Ost-West-Richtung fünf Kilometer. Im Vergleich zu anderen Gemeinden gleichen Typs hat Oerlinghausen einen annähernd doppelt so hohen Anteil an Waldfläche. Dies liegt in der Lage im Teutoburger Wald begründet.
| Fläche nach Nutzungsart | Landwirt- schafts- fläche | Wald- fläche | Gebäude-, Frei- und Betriebsfläche | Verkehrs- fläche | Wasser- fläche | Sport- und Grünfläche | sonstige Nutzung |
| ----------------------- | ------------------------- | ------------ | ---------------------------------- | ---------------- | -------------- | --------------------- | ---------------- |
| Fläche in km²           | 7,52                      | 16,03        | 4,53                               | 2,59             | 0,24           | 1,44                  | 0,33             |
| Anteil an Gesamtfläche  | 23,0 %                    | 49,0 %       | 13,9 %                             | 8,0 %            | 0,7 %          | 4,4 %                 | 1,0 %            |

### Nachbargemeinden
Oerlinghausen grenzt westlich an die Bielefelder Stadtbezirke Sennestadt und Stieghorst, nördlich an die Gemeinde Leopoldshöhe, östlich an die Stadt Lage, südöstlich an die Gemeinde Augustdorf (alle im Kreis Lippe) und südlich an die Stadt Schloß Holte-Stukenbrock (Kreis Gütersloh).

### Stadtgliederung

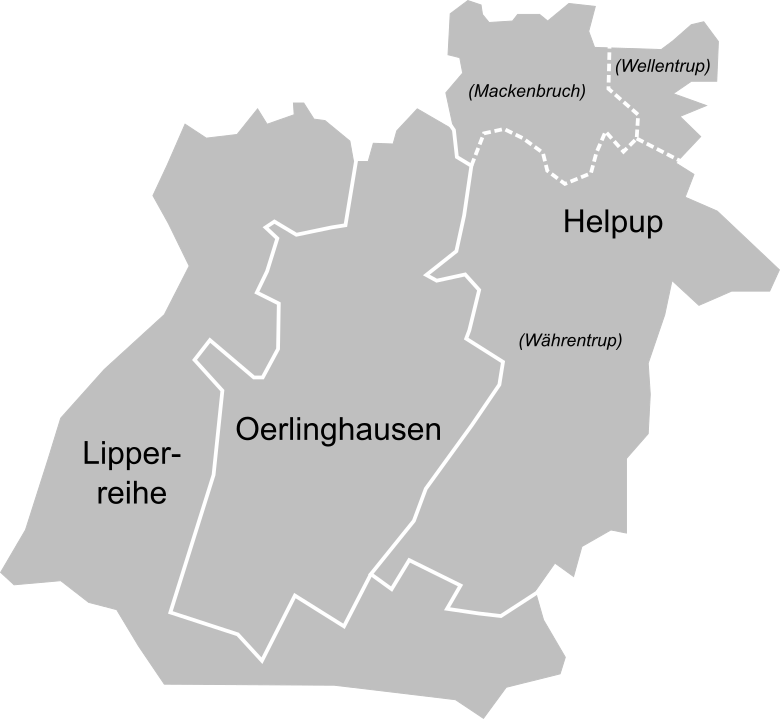
Ortsteile von Oerlinghausen

Gemäß der Hauptsatzung der Stadt Oerlinghausen gliedert sich die Stadt in die drei Ortsteile Oerlinghausen, Helpup und Lipperreihe. Daneben wird landläufig zwischen weiteren Stadtteilen unterschieden:
- Bei Währentrup, Mackenbruch und Wellentrup handelt es sich um eine historisch bedingte Untergliederung des Ortsteils Helpup.
- Südstadt bezeichnet eine Großsiedlung im Süden des Ortsteils Oerlinghausen, die in den 1960er-Jahren erbaut wurde; im Gegensatz dazu wird die Stadtmitte des Ortsteils auch als Alt-Oerlinghausen bezeichnet.

Die folgende Tabelle zeigt die Fläche und die Bevölkerungszahlen der Ortsteile:

Klimadiagramm: Durchschnittliche Regenmenge in Oerlinghausen (blaue Linie) und im NRW-Durchschnitt (weiße Linie) 1961–1990

| Ortsteil      | Fläche    | Einwohner |
| ------------- | --------- | --------- |
| Oerlinghausen | 09,20 km² | 10.975    |
| Helpup        | 13,46 km² | 04.789    |
| Lipperreihe   | 10,04 km² | 03.362    |
| Gesamt        | 32,7 km²  | 19.126    |

### Klima
Oerlinghausen gehört der gemäßigten Klimazone Mitteleuropas an. Es liegt im Bereich des subatlantischen Seeklimas. Die Winter sind unter atlantischem Einfluss meist mild und die Sommer mäßig-warm. Die jährlichen Durchschnittstemperaturen weisen bedingt durch die geographische Lage im und beidseits des Teutoburger Waldes recht große Unterschiede auf. Während nördlich und südlich unterhalb des Höhenzugs Temperaturen von acht bis neun Grad Celsius im Jahresmittel erreicht werden, liegen die Temperaturen mit zunehmender Höhe zum Kamm um bis zu zwei Grad Celsius darunter.
Durch die Lage im subatlantischen Seeklima herrscht ganzjährig ein humides Klima mit relativ gleich verteilten Niederschlägen vor. Insgesamt fallen im langjährigen Mittel an der Station Oerlinghausen durch die Regenfängerwirkung des Teutoburger Walds aufgrund von Steigungsregen im Durchschnitt 1026 Millimeter Niederschlag je Jahr. Somit fällt deutlich mehr Niederschlag als im deutschen Mittel (700 Millimeter).

## Geschichte

### Entstehung des Ortsnamens Oerlinghausen
Der Ortsname Oerlinghausen entstand vor der Christianisierung; bei der Silbe -ing handelt es sich um eine patronymische Sprachform. Das bedeutet, der Bestandteil Oerl war der Name eines Mannes, dessen Nachfahren Oerlinge genannt wurden. Entsprechend ist Oerlinghausen der Ort, an dem die Oerlinge beheimatet waren. Für die naheliegende Annahme, dass zwischen dem Namen Oerl und dem gleichlautenden englischen Earl ein etymologischer Zusammenhang existiert, fehlt bislang eine sprachwissenschaftliche Fundierung.
Der Name Oerlinghausen wird auf der ersten Silbe betont (IPA: ˈœʁlɪŋhaʊzən) und nicht, wie häufig von Auswärtigen und Zugezogenen gebraucht, auf der dritten Silbe.

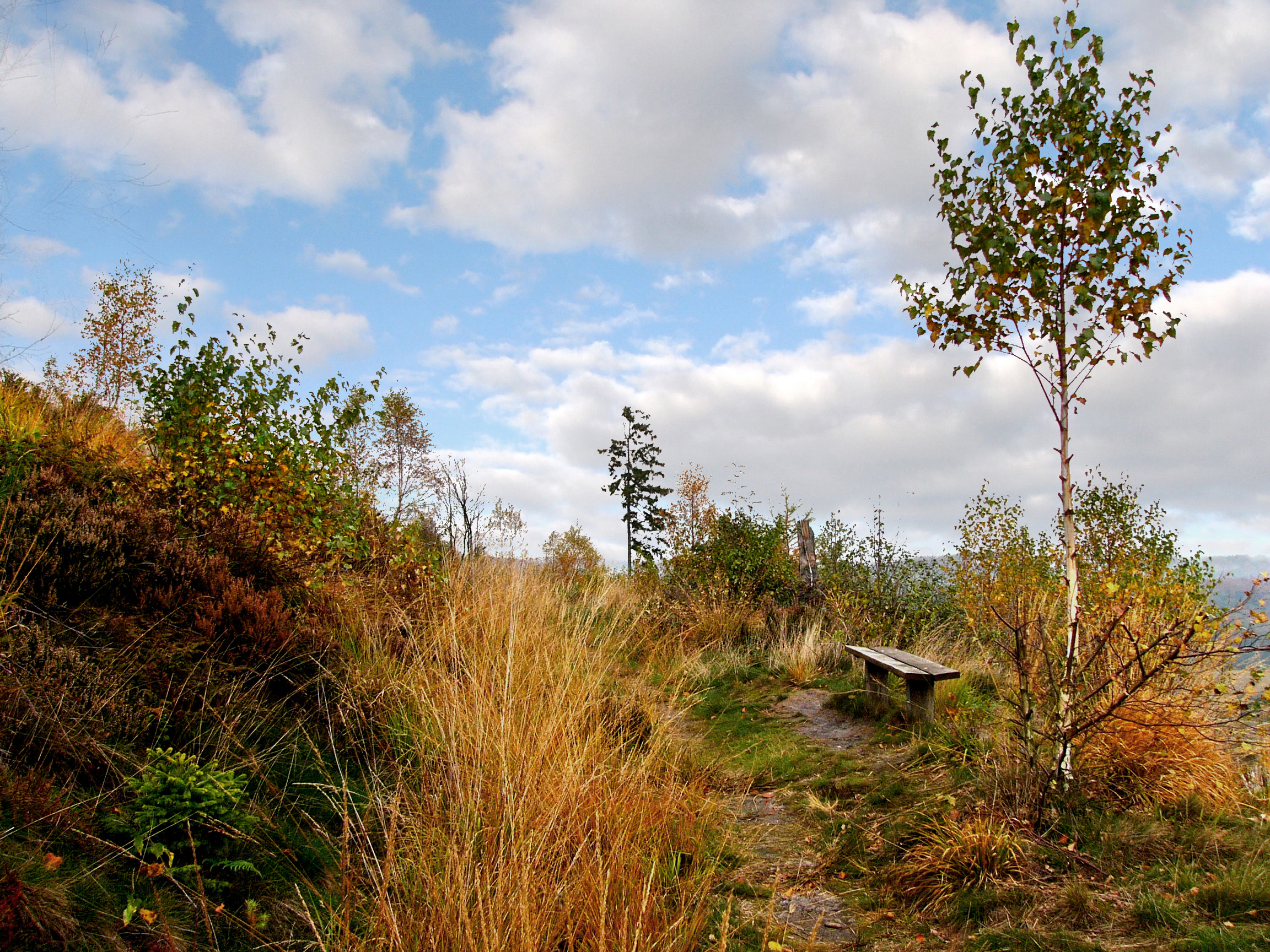
Wanderweg am Tönsberg

1036 wird Oerlinghausen als Uralanchuson erstmals schriftlich erwähnt.
Folgende Schreibweisen sind im Laufe der Jahrhunderte ebenfalls belegt: Orlinchusen (um 1214), Horlinchosen (1235), Orlinchosen (1272), Orninchusen (um 1324), Orlynchusen (1332), Ordinchusen (1367), Oerninchusen (1431), Ornynkhusen (1494), Orlinckhusßin (1507, im Landschatzregister), Örlinchusen (1514), Ornynckhusen (1533), Orlingkhausen (1589, im Landschatzregister), Oehrlinghaußen (1616/17, in den Salbüchern), Örlingkhausen (um 1625, im Landschatzregister), Ovlinglinghausen (1627), Oerlinghausen (1633, im Lemgoer Bürgerbuch), Oirlinghausen (1634), Arlinghausen (1715, in einer Karte der Senne) sowie Urlinchausen (1757).

### Tönsberglager und erste urkundliche Erwähnung
Der Höhenzug und der Pass bei Oerlinghausen waren schon in alter Zeit von militärstrategischer Bedeutung. Eindeutige Siedlungsspuren hat man bei Ausgrabungen im Stadtgebiet und dem nahen Hausberg Oerlinghausens, dem Tönsberg, freigelegt. So wurde das Tönsberglager, eine Höhenbefestigung aus der älteren Eisenzeit, freigelegt. Diese Wallburg hatte man in karolingischer Zeit weiter ausgebaut. Eine tiefer am Hang gelegene Quelle wurde einbezogen, um die Wasserversorgung zu sichern. Mittels der Radiokohlenstoffdatierung lässt sich die erste Besiedlung auf 400 bis 50 v. Chr. und eine weitere bislang auf 750 bis 1000 n. Chr. datieren. Neue Funde von Fritteperlen aus dem Jahr 2010 an einem schon 1939 ausgegrabenen Steinplattengrab datieren aus der Zeit um 700 und 750 n. Chr. Sie können laut Karl Banghard, Leiter des Freilichtmuseums Oerlinghausen, auf die älteste bedeutende Siedlung mit nachweisbaren Wurzeln im Frühmittelalter in Lippe deuten.
Erstmals wird Oerlinghausen in der Busdorf-Urkunde vom 25. Mai 1036 als Vorwerk Orlinchusen des nahe gelegenen Haupthofs Barkhausen erwähnt. In dieser Urkunde erließ Bischof Meinwerk von Paderborn die Verfügung, dass unter anderem von den Vorwerken Orlinchusen und Meginchusen (Menkhausen) der Zehnt an das von ihm gegründete Kanonikerstift Busdorf abzuführen sei. Das erste Bauwerk des Ortes war aber vermutlich eine Burg zur Sicherung der Passstraße über den Osning. Heute besteht noch eine Flurbezeichnung namens „Burghagen“, die offenbar auf den Standort dieser Burg hindeutet.

### Mittelalterliche Fehden und Reformation
Es ist umstritten, wann der Paderborner Erzbischof den Landesherren in Lippe die Herrschaftsbefugnisse übertragen hat. Fest steht jedoch, dass Bernhard II. in der zweiten Hälfte des 12. Jahrhunderts als Inhaber der ehemaligen Paderborner Hoheitsrechte in Oerlinghausen auftritt. Aus dem Jahr 1177 ist bekannt, dass Bernhard II. den 3 Kilometer nordwestlich von Oerlinghausen liegenden Lewenberg besetzte und befestigte - eine Aktion, die zum Konflikt mit Graf Herrmann von Ravensberg führte. Während der Eversteinschen Fehde (1403 bis 1407) wurde Oerlinghausen, wie das gesamte Land Lippe, von Truppen des Herzogs von Braunschweig besetzt und teilweise verwüstet. Aus dem Jahr 1409 gibt es ein Schadensverzeichnis, in dem von Raub, Brandschatzung und anderen Gewalttaten die Rede ist, besonders im lippisch-ravensbergischen Grenzbereich. Aus der Rietberger Fehde (1556 bis 1566) ist überliefert, dass Graf Johann von Rietberg die lippische Exklave Lipperode überfiel. Vom Raum Oerlinghausen aus erfolgte der Gegenangriff des Grafen Bernhard VIII., der die Stadt Rietberg belagerte, die schließlich vom Herzog von Jülich unterworfen wurde.
Im 13. Jahrhundert bildete sich um die Alexanderkirche der Ortskern Oerlinghausens. Die Kirche wird bereits 1201 erwähnt und 1225 weist eine Urkunde Oerlinghausen als Sitz eines Archidiakonats aus. Um 1500 wurde auf dem verlassenen Höhenrücken des Tönsbergs die Antoniuskapelle errichtet, deren Ruine auf der Ostseite der früheren Befestigungsanlage zu finden ist und die dem Berg seinen Namen gab („Töns“ von Antonius). Oerlinghausen war kurz vor der Reformation die größte Pfarrei der Diözese Paderborn, zudem war Oerlinghausen der Sitz eines Vogtes, des gräflichen Verwaltungsbeamten. Beides sowie die exponierte Lage am Pass trugen dazu bei, dass sich der Ort zusehends entwickelte, indem sich Schmiede, Wagenbauer, Krämer und Schankwirte ansiedelten.
1538 beschloss der lippische Landtag, die neue, lutherische Kirchenordnung in Lippe einzuführen. Oerlinghausen hat nach Aussage der Visitatoren schon 1540 die neue Kirchenordnung übernommen. Der alte Klerus blieb jedoch im Amt, sodass sich am Gottesdienst zunächst fast nichts änderte.

### Dreißigjähriger Krieg und Absolutismus
Bei Dörfern gab es im Gegensatz zu Städten keine Mauern zum Schutz gegen Feinde und Eindringlinge. Statt mit Steinmauern umgaben sich Dörfer mit einem Schling, einer bis zu 60 Meter breiten Dornen- oder Hainbuchenhecke, durch die sich nur ein schmaler Pfad „schlingt“. Später setzte sich für diese Befestigungsart der Begriff Landwehr durch. Der Meßdohrschling (Misttorschling) versperrte in Oerlinghausen den Hauptzufahrtsweg, die Marktstraße, und wurde nachts durch einen Schlagbaum gesichert. Der für den Schlagbaum zuständige Bürger wurde Schlinghüter genannt. Zum nächtlichen Wachdienst, bei dem zwei Männer mit Hellebarden bewaffnet durch die Straßen patrouillierten, waren Oerlinghauser Bewohner noch bis ins 19. Jahrhundert verpflichtet.
Erste Auswirkungen des Dreißigjährigen Krieges erfuhr Oerlinghausen Ende 1622, als für das Bündnis der katholischen Reichsstände an Lippes Grenzen Truppen rekrutiert wurden. Im Sommer des folgenden Jahres fiel in Oerlinghausen eine Reitereinheit ein, plünderte und verwüstete den Ort. Die Bitte der Bürger um Hilfe bei Simon VII. blieb ergebnislos. Die Oerlinghauser litten noch mehrfach unter der Einquartierung von Soldaten. 1633 fielen 50 Reiter des Schwedenkönigs in das Dorf Oerlinghausen ein. Die Einwohner hatten ihre Wertsachen in die Kirche geschafft, in der Hoffnung, die protestantischen Schweden würden ihr Gotteshaus verschonen. Das war allerdings ein verhängnisvoller Irrtum, denn die Söldner raubten alles, was ihnen brauchbar erschien.
Nach dem verheerenden Krieg wuchs die Macht der territorialen Herrscher in dem Maße, wie das Reich an Einfluss verlor. Ludwig XIV. von Frankreich (1638 bis 1715) war ihr Vorbild, dem es nachzueifern galt. So entwickelte sich auch an Lippes Herrscherhaus der Absolutismus und erreichte bei Friedrich Adolf (Regentschaft: 1697 bis 1718) seinen Höhepunkt mit dem verschwenderischen Ausbau von Parkanlagen und prunkvollen Gebäuden. So aufsehenerregend diese Bauten zu ihrer Zeit gewesen sein mögen, so verheerend wirkten sie sich auf die Staatsfinanzen aus. Die Verantwortlichen ersannen immer neue Wege, auf Kosten der Bürger das Staatssäckel zu füllen, und griffen auf heute kaum vorstellbare Art und Weise in das Privatleben der Untertanen ein. So war unter anderem bei Strafe verboten, Kaffee zu rösten und zu trinken, wie auch bei Trauerfeiern und Beerdigungen schwarze Kleidung zu tragen. Das Denunziantentum blühte, denn wer einen Verstoß gegen die geltenden Gesetze anzeigte, dem wurde ein Drittel des eigenen Strafgeldes erlassen.

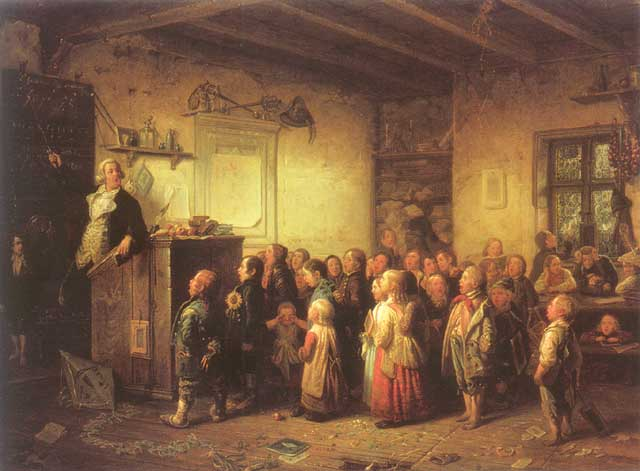
Schule im 18. Jahrhundert

### Zeitalter der Aufklärung und Revolution
Nach dem Siebenjährigen Krieg wuchs die Einwohnerzahl Oerlinghausens wie überall im Land. Von 1775 bis 1824 stieg die Einwohnerzahl von 775 auf 1430 Menschen. 1774 wurde eine über Oerlinghausen führende Postkutschenlinie von Bielefeld nach Detmold durch die Kaiserliche Reichspostanstalt eingerichtet und eine Posthalterei eröffnet.
In Lippe bestand zwar seit 1684 eine Art von Schulpflicht, doch viele Eltern schickten ihre Kinder, die zum Viehhüten und zur Feldarbeit benötigt wurden, selten oder gar nicht zur Schule. Eine Anweisung von 1722 besagt, dass auf dem Lande Handwerker zur Erteilung von Schulunterricht eingesetzt werden konnten. Wer es verstand, schwierige Wörter korrekt zu buchstabieren und die gebräuchlichsten Kirchenlieder sauber vorsingen konnte, war für den Schuldienst geeignet – den Rest besorgte der Rohrstock.
Die lippische Schulreform im Zeitalter der Aufklärung machte das lippische Elementarschulwesen weithin als beispielhaft bekannt. In Oerlinghausen ist die Weiterentwicklung des Schul- und Bildungswesens mit dem Namen des Pfarrers Georg Conrad von Cölln verknüpft, der überzeugt davon war, dass eine bessere Bildung der einfachen Leute für das Staatswesen von Vorteil sein würde. So wurde unter anderem der Rohrstock von einer lobenden Anerkennung für Zeugnisse eines ordentlichen Lebens ersetzt. Sein Bruder August von Cölln, als Nachfolger im Amt, setzte das begonnene Werk fort. 1797 wurde August als Generalsuperintendent von Fürstin Pauline zur Lippe nach Detmold gerufen, wo alsbald die Oerlinghauser Unterrichtsmethoden übernommen wurden.
Im März 1848 war eine Gruppe von etwa 25 jungen Handwerksburschen grölend durch Oerlinghausen gezogen und hatte einige Bürger angegriffen. Daraufhin wurde der Landsturm alarmiert, der Oerlinghausen sichern sollte, jedoch am 24. März gegen eine rund tausendköpfige Menge nichts ausrichten konnte. Diese hatte das Gut Niederbarkhausen verwüstet, den Gutsherrn und seinen Sohn entführt und im Triumphzug durch Oerlinghausen geführt. Am nächsten Tag erschien eine Abteilung Detmolder Militär und nahm die Rädelsführer fest, die hinter Gittern verschwanden. Am 24. März 1848 wurde die Oerlinghauser Revolution endgültig abgeblasen.

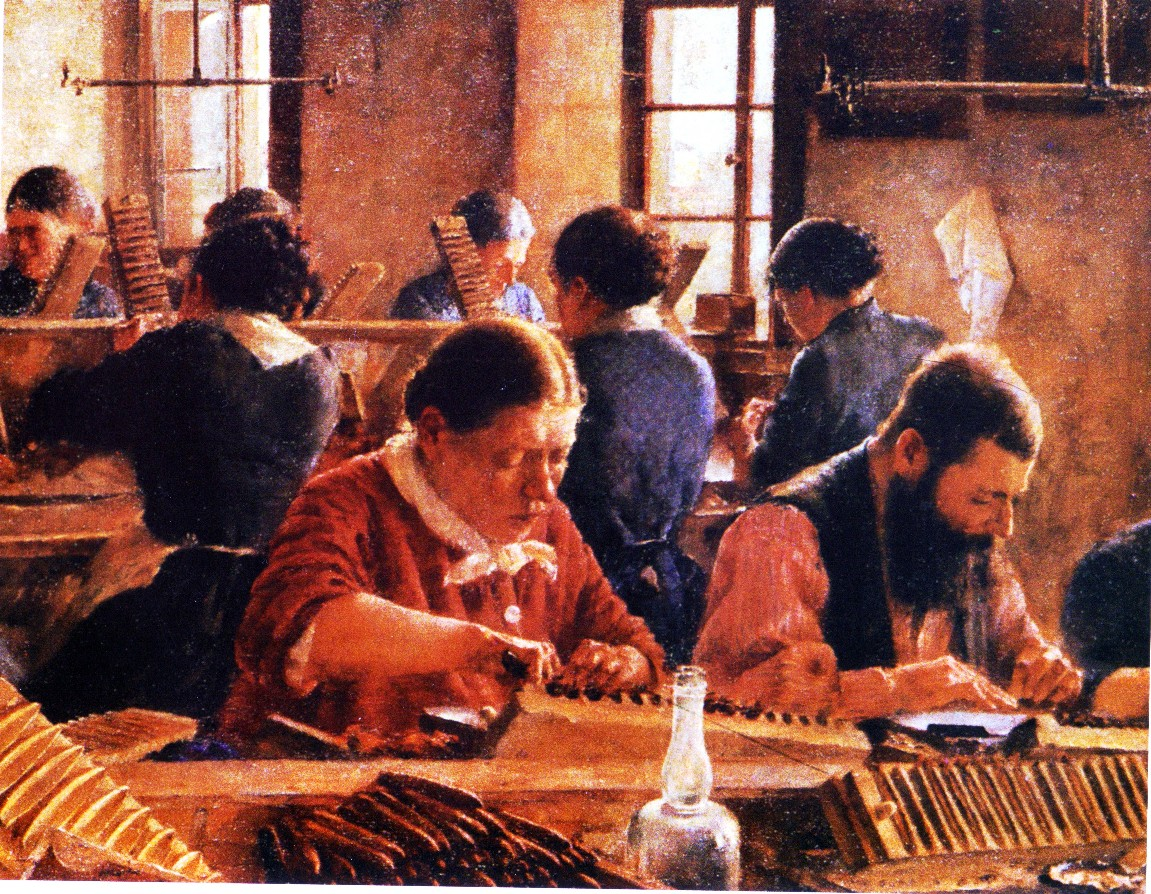
Zigarrenmacher (Gemälde von J. Marx von 1889)

### Industrielles Zeitalter und Kaiserreich
Die Oerlinghauser Einwohner hatten aufgrund der ungünstigen Lage am Berghang kaum eigenes Land und mussten sich zunächst hauptsächlich mit Flachsspinnen und der Leineweberei ihren Lebensunterhalt verdienen. Fast 300 Webstühle standen im Amt Oerlinghausen. Die hiesigen Weber waren berühmt für ihr besonders feines, gebleichtes Leinentuch, das von Hausierern und fliegenden Händlern („Leinenhopser“ genannt) in ganz Deutschland und dem benachbarten Ausland verkauft wurde. Die Leinenhopser waren oft monatelang unterwegs. Die große Zeit des handgewebten Leinens hatte um 1825 ihr vorläufiges Ende. Als von England her die mechanischen Webstühle nach Deutschland kamen, waren die Oerlinghauser Handweber dank der feinen Qualität ihrer Ware zunächst konkurrenzfähig. Als die Aufträge ausblieben, litten viele Weberfamilien unter Hunger und bitterer Not, dazu kam noch eine Typhusepidemie. Die Krise in der Leinenweberei hatte zur Folge, dass die Einwohnerzahl Oerlinghausens von 1710 auf 1510 schrumpfte. Viele Familien wanderten in die Vereinigten Staaten aus. Durch Carl David Weber aus Bielefeld erlebte das Oerlinghausener Leinen eine neue Blütezeit. Obwohl das handgewebte Leinen achtmal so teuer wie das maschinengewebte Material aus England war, fand der Kaufmann aufgrund der exzellenten Qualität des Oerlinghauser Leinens genügend Kunden. Erst 1904 richtete er eine große mechanische Weberei ein, in der fast 1000 Menschen aus Oerlinghausen und Umgebung Arbeit fanden.
Neben der dominierenden Leinenindustrie ist noch die Zigarrenherstellung zu erwähnen. Um 1870 gab es in Oerlinghausen an der Detmolder Straße vier Zigarrenfabriken, die bis zu 120 Arbeiter beschäftigten. Die Anfänge der Sozialdemokratie in Oerlinghausen hatten ihren Ursprung bei den Zigarrenmachern, die sich schon 1861 zu einer eigenen Organisation zusammenschlossen. Die Behörden waren beunruhigt und der Amtmann in Schötmar stellte besorgt fest, dass Oerlinghausen ein Herd der Sozialdemokratie sei.

### Weimarer Republik und Nationalsozialismus

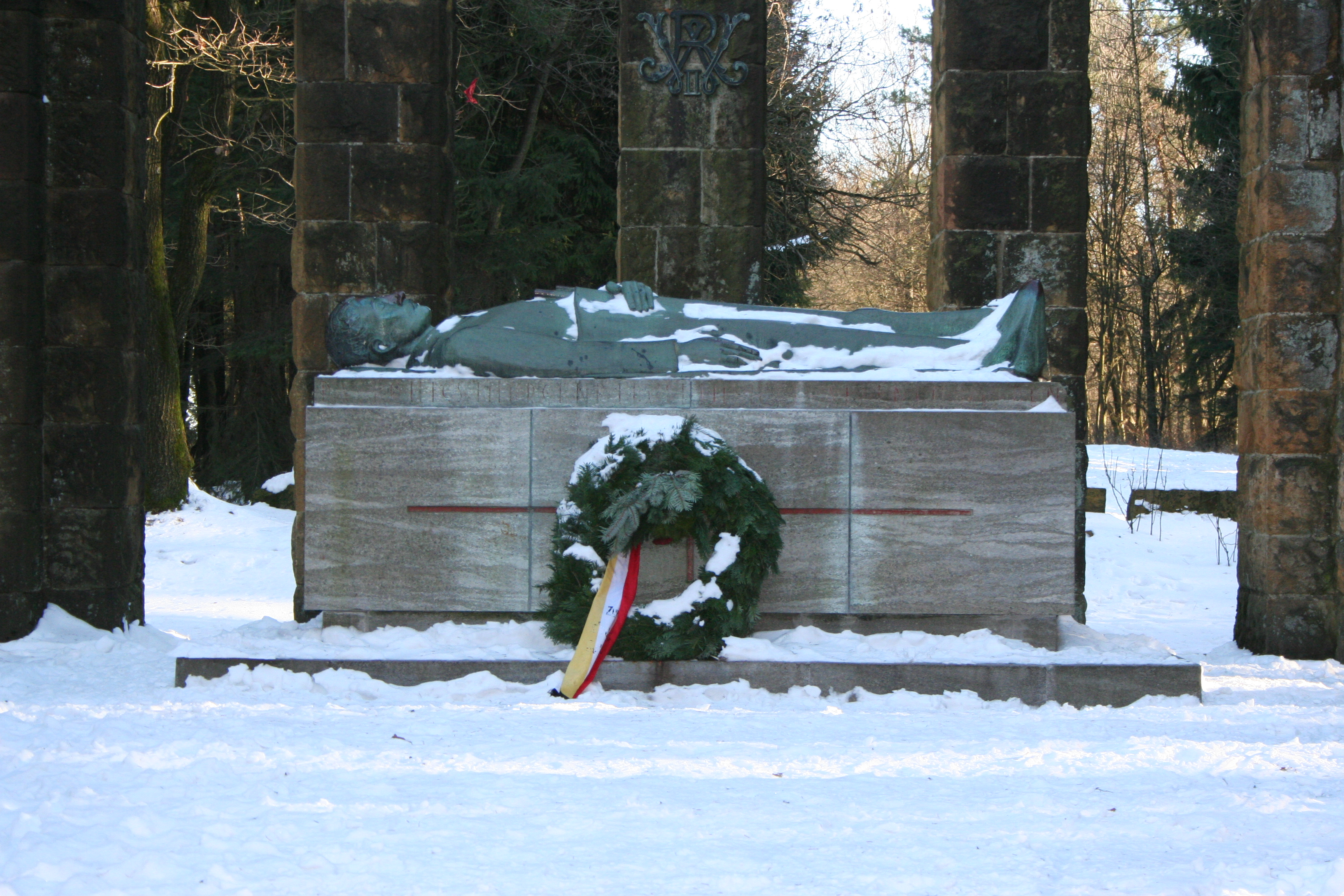
Das im Jahr 1930 errichtete Soldatendenkmal auf dem Tönsberg

1926 wurde Oerlinghausen vom lippischen Landtag die Stadtrechte verliehen, um die man sich vier Jahrzehnte lang bemüht hatte.
Die NSDAP war in Oerlinghausen vor 1930 völlig bedeutungslos und auch danach galt die Stadt bei den Nationalsozialisten als „rote Hochburg“. Vor der Landtagswahl am 15. Januar 1933 in Lippe trat die NSDAP mit einer Propaganda an, die derjenigen der anderen Parteien weit überlegen war. In der Endphase des Wahlkampfs sprach allein Hitler in Lippe sechzehn Mal innerhalb von zehn Tagen, allerdings nie direkt in Oerlinghausen. Bei der Wahl errangen die Nationalsozialisten überall in Lippe die Mehrheit, außer in Oerlinghausen, wo die SPD 1014 Stimmen, die NSDAP nur 751 Stimmen erhielt.
In der Folgezeit blühte in Oerlinghausen ein nationalsozialistischer Germanenkult auf. Hauptverfechter war Hermann Diekmann; bereits in den 1920er Jahren hatte er zahlreiche Grabungen unternommen, deren Ergebnisse jedoch wissenschaftlich nicht anerkannt waren. Nach der Machtergreifung wurde er jedoch von der Landesregierung gefördert; er wurde zum Schulleiter und Stadtrat ernannt. Seine Vorgeschichtsforschung war nun auf eine Idealisierung der Germanen ausgerichtet, einhergehend mit der Identifizierung von Germanen und Nationalsozialisten. In der Stadt wurde ihm die Leitung der Feierlichkeiten zur 900-Jahr-Feier übertragen.
Diese zehntägige 900-Jahr-Feier im Jahr 1936 wurde zu einem Paradebeispiel einer nationalsozialistischen Feier. Ein speziell zu diesem Anlass geschriebenes Theaterstück, „Oerl Bark, der Sachsenführer“, wurde täglich aufgeführt, der Rundfunk berichtete aus Oerlinghausen, ein Festzug durch die Stadt wurde von über 25.000 Menschen besucht, ein Minister und ein Reichsstatthalter waren anwesend, politische Kundgebungen fanden vor mehr als 15.000 Menschen statt. Diese Feierlichkeiten sowie die straff organisierten Vorbereitungen hierzu trugen insbesondere auch dazu bei, dass sich das nationalsozialistische Gedankengut in der Bevölkerung festigte.
1933 gab es in Oerlinghausen rund 25 Bürger jüdischer Herkunft, darunter einen Arzt und Kaufleute mit ihren Familien, von denen einige schon seit Jahrhunderten im Ort wohnten. Zum Zeitpunkt der Reichspogromnacht 1938 hatten viele jüdische Bürger Oerlinghausen bereits verlassen; die Synagoge war nicht mehr im Eigentum der jüdischen Gemeinde. Aus unbekannten Gründen fanden in der Reichspogromnacht in Oerlinghausen keine Ausschreitungen statt. Erst in der folgenden Nacht machten sich der NSDAP-Ortsgruppenleiter sowie SA-Leute auf den Weg ins Geschäft der Familie Herz und zur Synagoge. Die beabsichtigte Zerstörung konnte verhindert werden, da das Gebäude nicht mehr der Gemeinde gehörte. Der Turm mit Davidstern musste jedoch in den folgenden Tagen demontiert werden. Die verbliebenen Bürger jüdischer Abstammung wurden nach Riga und Minsk verschleppt und fanden dort den Tod. Ende 1941 lebte kein Einwohner mit jüdischer Abstammung mehr in der Stadt.
Bis kurz vor Ende des Zweiten Weltkriegs blieb Oerlinghausen bis auf einige Tieffliegerattacken von unmittelbaren Kampfhandlungen verschont. Im Dezember 1944 starteten im Rahmen der Ardennenoffensive Transportflugzeuge des Typs Ju 52 vom Flugplatz in Oerlinghausen. Im Februar 1945 kam es zu einem Absturz eines britischen Kampfflugzeuges am Tönsberg.
Zu Kampfhandlungen kam es im Frühjahr 1945, als sich am Ostersonntag, dem 1. April 1945, die amerikanischen Truppen von Süden her näherten und Vorauseinheiten der 2. US-Panzer-Division die Nachbargemeinden Schloß Holte und Lipperreihe eingenommen hatten, ohne auf Widerstand zu stoßen. In Oerlinghausen jedoch wollte ein Oberleutnant der Wehrmacht den amerikanischen Vormarsch mit einer Gruppe Hitlerjungen stoppen. Die Amerikaner hatten ihre Artillerie inzwischen unterhalb der heutigen Südstadt, etwa zwei bis vier Kilometer südlich des Tönsberges, in Stellung gebracht.
Um 18 Uhr fielen die ersten Schüsse und einige Häuser gingen in Flammen auf. Um die Innenstadt entbrannte ein heftiger Kampf von Haus zu Haus, der bis zum 3. April andauerte. 75 deutsche Soldaten, 20 US-amerikanische und fünf Bürger der Stadt fanden den Tod. Um 19:30 Uhr rollten, so berichten Augenzeugen, endlos scheinende Kolonnen amerikanischer Panzer durch die Bergstadt. Am 9. April 1945 wurden die Opfer der Gefechte um Oerlinghausen beigesetzt.

### Die Nachkriegszeit

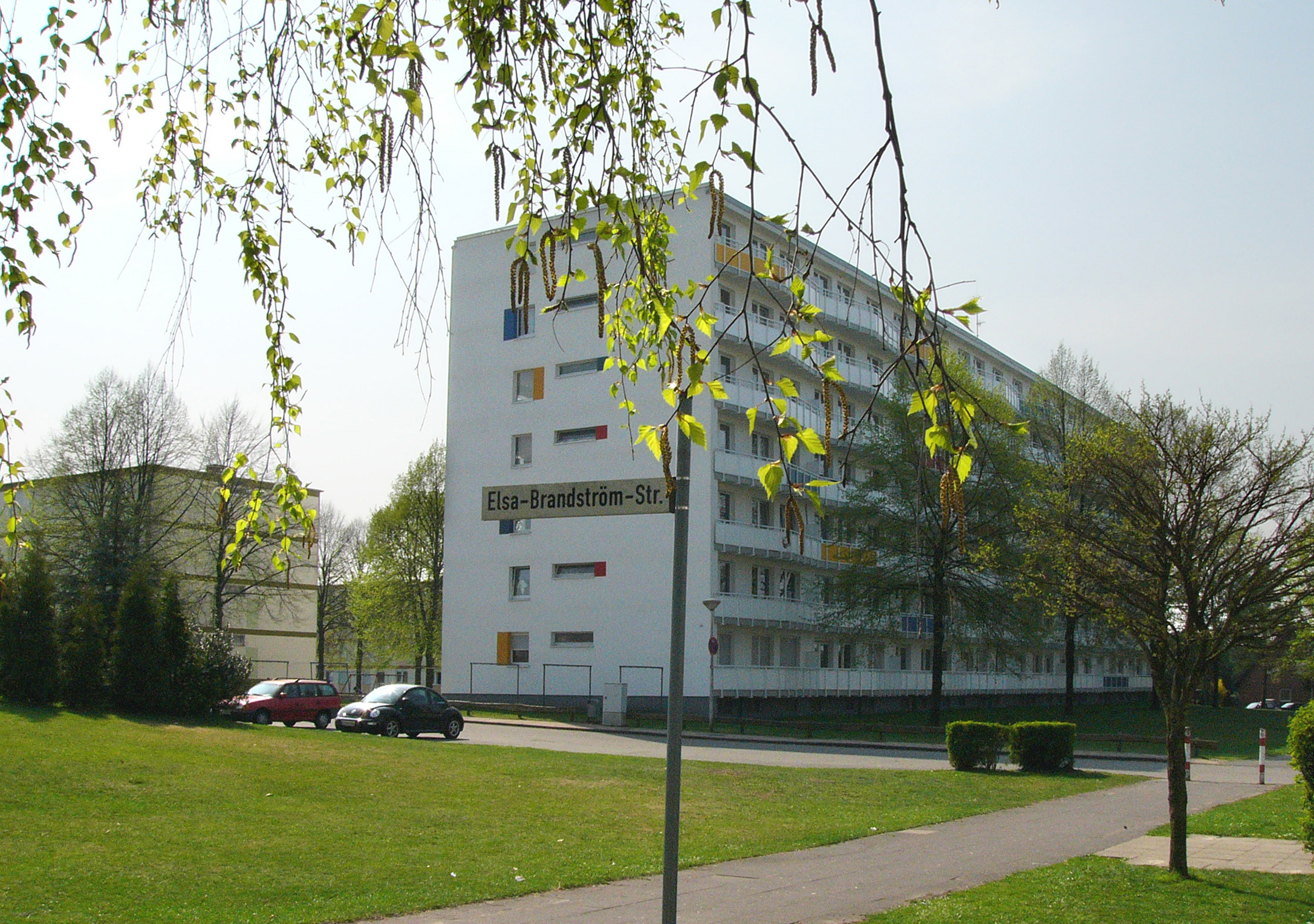
Das höchste Gebäude in der Conle-Siedlung (im Volksmund Schlachtschiff genannt).

August Reuter, der 1933 abgesetzt worden war, wurde am 7. April 1945 wieder zum Bürgermeister gewählt. In den folgenden Jahren machte es der stete Zustrom von Neubürgern dringend notwendig, neuen Wohnraum zu schaffen. Man benötigte ein großes Neubaugebiet, das die Bergstadt nicht zur Verfügung hatte. 1958 wurde im Stadtrat beschlossen, die Südstadt zu bauen, und Anfang der 1960er Jahre entstanden dort die ersten Häuser. Von 1961 bis 1968 wuchs Oerlinghausen um 1800 Einwohner, hauptsächlich durch Neubürger in der Südstadt.
Im Jahr 1964 wurde in der Südstadt ein Gebäudekomplex mit 322 Wohneinheiten errichtet und von den Familien der in Bielefeld stationierten britischen Streitkräfte bezogen. Gleichzeitig entstanden auf der Hanegge mehrere Häuser für die Kommandanten der britischen Rheinarmee.
Die britischen Soldaten verließen im Juli 1995 die Siedlung, die jetzt nach der Firmengruppe Dieter Conle Immobilien mit Conle-Siedlung bezeichnet wurde. Die Wohnungen wurden überwiegend von deutsch-russischen Aussiedlern und Migranten unterschiedlicher Nationalität bezogen. In der Mehrzahl handelte es sich um kinderreiche Familien aus sozial schwachen Schichten. Die Mischung aus Angehörigen verschiedener Nationalitäten und Religionen führte zeitweilig zu Konflikten und einer erhöhten Fluktuation. Die Frage, ob die Conle-Siedlung als sozialer Brennpunkt anzusehen sei, wurde von den Parteien kontrovers diskutiert. Man suchte nach Lösungsmöglichkeiten, um die Integration der Jugendlichen zu fördern und der Gefahr einer Ghettobildung zu begegnen. Der AWO-Kreisverband Lippe e. V. bildete im Jahr 2000 ein Projekt zur Offenen Kinder- und Jugendarbeit und eröffnete einen Kinder- und Jugendtreff auf dem Gelände der Siedlung.

### Religionen
Christliche Gemeinden:

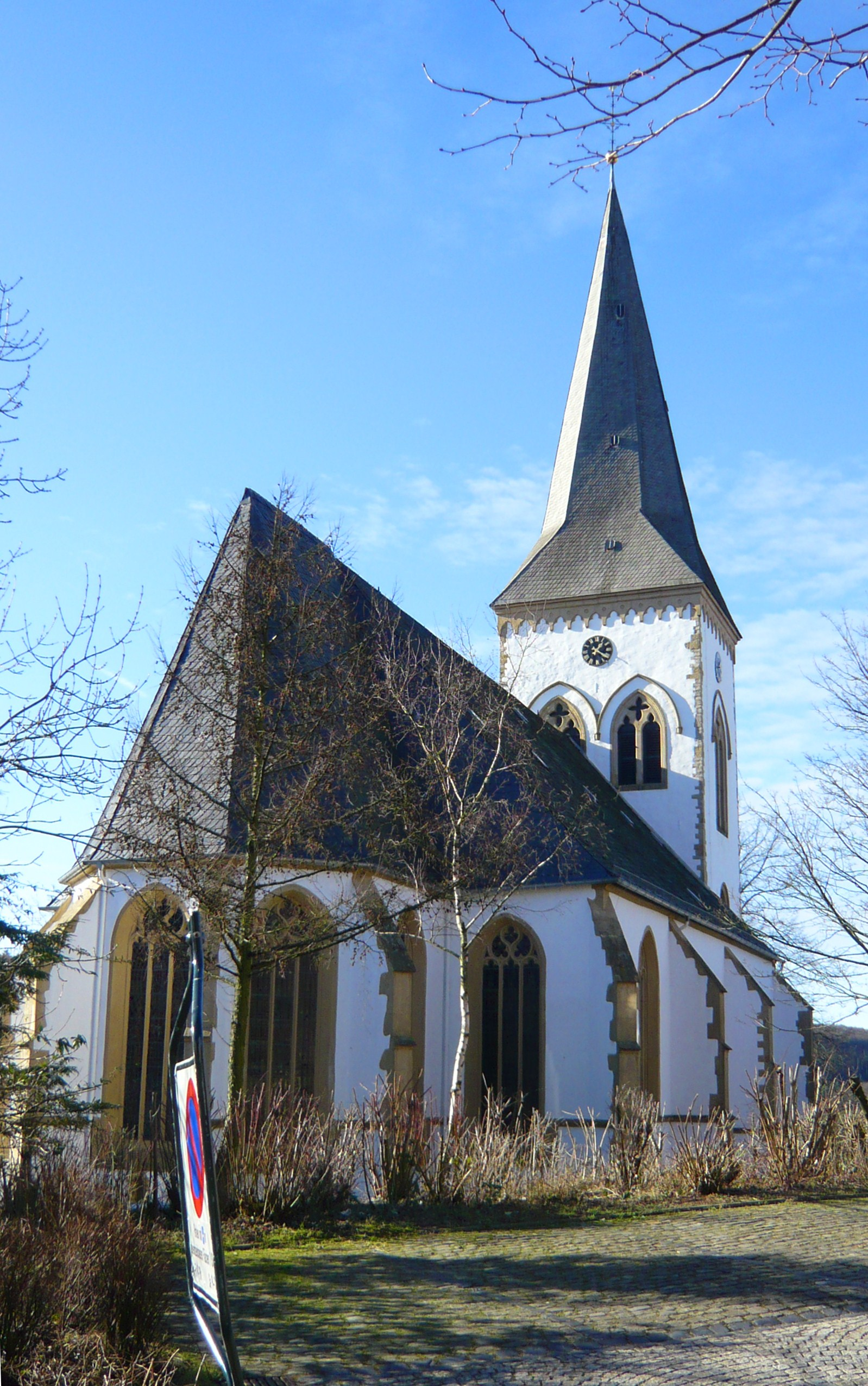
Alexanderkirche

Oerlinghausen gilt als eine der ältesten Pfarrgemeinden in Westlippe. Historiker sind sich einig, dass bereits Anfang des neunten Jahrhunderts hier die erste Kirche errichtet wurde. 1538 beschloss der lippische Landtag, die neue, lutherische Kirchenordnung in Lippe einzuführen. Oerlinghausen hat nach Aussage der Visitatoren schon 1540 die neue Kirchenordnung übernommen. Der alte Klerus blieb jedoch im Amt, sodass sich am Gottesdienst zunächst fast nichts änderte.
Im Jahr 1607 wurde in Oerlinghausen das reformierte Bekenntnis eingeführt und den Stukenbrockern war der Besuch des Oerlinghauser Gottesdienstes von ihrem Fürstbischof Dietrich von Fürstenberg verboten worden. Die evangelisch-reformierte Kirchengemeinde umfasste 1955 mit 5700 Gemeindemitgliedern etwa 85 Prozent der Gesamtbevölkerung. Zu den evangelischen Kirchen in Oerlinghausen gehören die 1514 erbaute Alexanderkirche in der Altstadt, das 1973 eröffnete Dietrich-Bonhoeffer-Haus in der Südstadt, die 1962 erbaute Kirche in Lipperreihe und die 1908 eingeweihte Kirche in Helpup. Alle Gemeinden gehören zur Lippischen Landeskirche der Evangelischen Kirche in Deutschland.
Nach der Reformation gab es fast 300 Jahre lang keine Katholiken in Oerlinghausen. Seit dem Ersten Weltkrieg wohnten hier wieder einige katholische Familien, von denen 1923 die Antoniuskapelle in der Steinbruchstraße erbaut wurde. Erster Seelsorger war Pater Kilian Kirchhoff, der 1944 von den Nationalsozialisten hingerichtet wurde. Im Zweiten Weltkrieg kamen mehrere Hundert katholischer Evakuierter aus dem Ruhrgebiet und Rheinland nach Oerlinghausen und 1946 erreichten viele katholische Heimatvertriebene die Stadt und ließen die katholische Gemeinde auf 1100 Mitglieder im Jahre 1952 ansteigen. Der Einsturz der nun viel zu kleinen Antoniuskapelle gab den Anstoß zum Neubau der neuen Kirche St. Michael in der Marktstraße, die 1955 eingeweiht wurde. Heute umfasst die katholische Kirchengemeinde St. Michael das Stadtgebiet von Oerlinghausen und das Gemeindegebiet von Leopoldshöhe. Die Kirchengemeinde hat etwa 2700 Mitglieder und gehört zum Dekanat Bielefeld-Lippe im Erzbistum Paderborn.
Weitere christliche Gemeinden in Oerlinghausen sind die Mennoniten im Menno-Simons-Weg, deren Mitglieder zu einem großen Teil aus zugewanderten Russlanddeutschen aus den GUS-Staaten bestehen. Eine weitere mennonitische Brüdergemeinde besteht im Ortsteil Helpup. Darüber hinaus gibt es eine Adventgemeinde und eine Gemeinde der Neuapostolischen Kirche.
Jüdische Gemeinde:

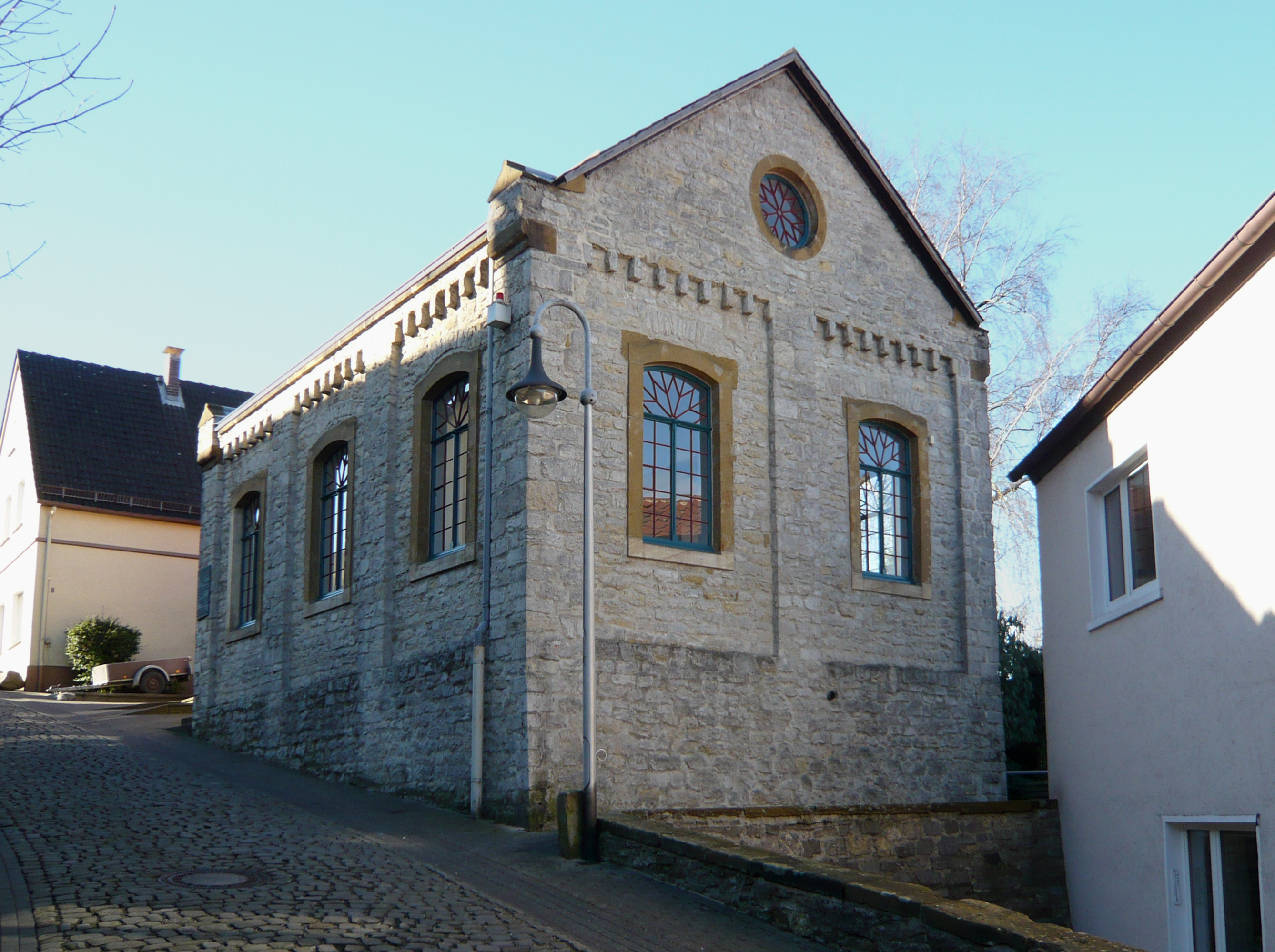
Synagoge in Oerlinghausen

Bis zur Verfolgung der Juden durch die Nationalsozialisten gab es in Oerlinghausen eine kleine jüdische Gemeinde. Davon zeugt die noch gut erhaltene Synagoge und der kleine jüdische Friedhof am Aufstieg zum Tönsberg. Einige jüdische Familien lebten seit Jahrhunderten in der Stadt, wie die des Textilkaufmanns Siegfried Bornheim, der Anfang der 1930er Jahre das 300-jährige Geschäftsjubiläum feiern konnte und der im August 1938 mit seiner Tochter und seinem Schwiegersohn nach Uruguay emigrierte. Nach dem Krieg hat sich bis heute keine jüdische Gemeinde mehr in Oerlinghausen gebildet.
Als Spiegelbild für die heutige Verteilung der Religionen kann die konfessionelle Zugehörigkeit der Schüler in Oerlinghausen gelten. Im Schuljahr 2006/2007 gaben 61,2 Prozent der Schüler evangelisch, 15,4 Prozent katholisch und 3,0 Prozent islamisch als Religionszugehörigkeit an. 6,6 Prozent bekannten sich zu einer anderen Religion und 13,9 Prozent zu keiner Religionsgemeinschaft.

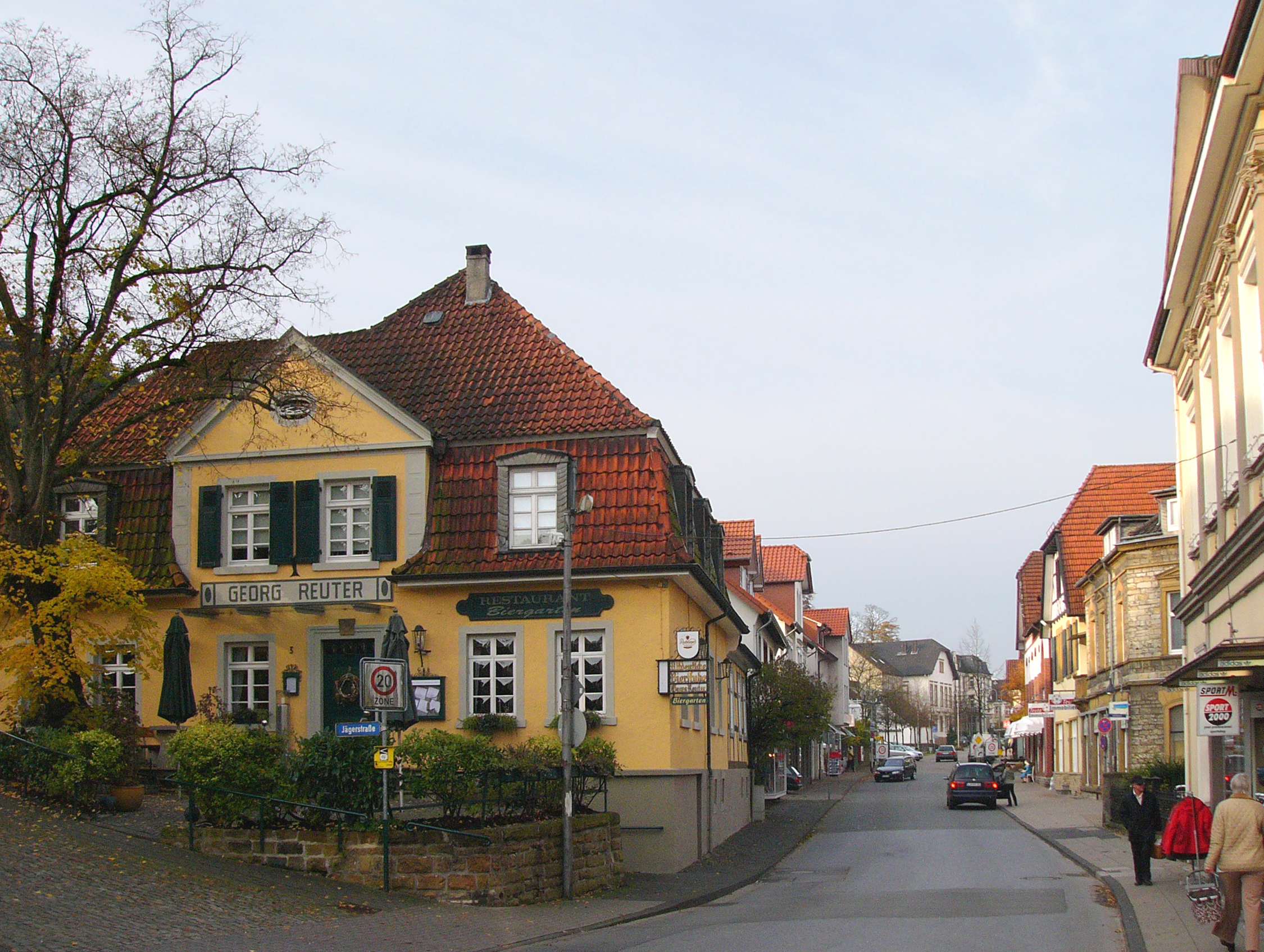
Oerlinghausen Hauptstraße

### Eingemeindungen
1841 wurden durch die Landgemeindeordnung in Lippe die einzelnen Bauernhöfe zu Dorfgemeinden zusammengeführt. In der Senne entstand die Dorfgemeinde mit dem Namen Senne, diese wurde 1927 in Lipperreihe umbenannt. Am 1. April 1957 entstand die Gemeinde Helpup aus den ehemals selbstständigen Gemeinden Währentrup, Mackenbruch und Teilen der Gemeinde Wellentrup.
Im Rahmen der nordrhein-westfälischen Gebietsreform wurden die Stadt Oerlinghausen und die Gemeinden Lipperreihe und Helpup zum 1. Januar 1969 durch das Lemgo-Gesetz zur neuen Stadt Oerlinghausen zusammengeschlossen. Während dieser Schritt in Helpup durchaus auf Akzeptanz stieß, gab es in Lipperreihe erheblichen Widerstand. In einer dort durchgeführten Abstimmung sprachen sich über 90 Prozent der Bevölkerung gegen die geplante Angliederung aus. Letztlich klagte Lipperreihe gegen die Eingemeindung bis zu dem Verfassungsgerichtshof in Münster; dabei war das Ziel eine eigenständige Gemeinde mit Sennestadt, die ihrerseits gegen die Eingemeindung nach Bielefeld klagte. Als Gutachter für Lipperreihe fungierte in dem Rechtsstreit der Architekt und Planer der Sennestadt, Hans Bernhard Reichow. Unter anderem aufgrund der Lippischen Punktationen, durch die der Beitritt des Landes Lippe zu Nordrhein-Westfalen geregelt worden war und die den Erhalt einer geschlossenen Verwaltungseinheit in Lippe vorsehen, wurde die Klage abgewiesen.

### Einwohnerentwicklung
Im Mittelalter lebten vermutlich nicht mehr als 500 Einwohner in Oerlinghausen. Erst nach dem Siebenjährigen Krieg wuchs die Einwohnerzahl wie überall im Land und stieg von 1775 bis 1824 von 775 auf 1430. Um 1850 hatte die Krise in der Leinenweberei zur Folge, dass die Einwohnerzahl Oerlinghausens von 1710 auf 1510 schrumpfte. Viele Familien wanderten in die Vereinigten Staaten aus.
Nach dem Zweiten Weltkrieg kamen viele Flüchtlinge und Vertriebene nach Oerlinghausen und in den elf Jahren zwischen 1949 und 1960 wurden in Oerlinghausen 632 neue Wohnungen gebaut. Die Einwohnerzahl stieg um etwa 1300 und in der Südstadt fanden weitere 1800 Menschen eine neue Bleibe, so dass Oerlinghausen 1968 kurz vor der kommunalen Neuordnung 7580 Einwohner zählte.
Die folgende Übersicht zeigt die Einwohnerzahlen der Stadt Oerlinghausen nach dem jeweiligen Gebietsstand. Eine Änderung des Gebietsstandes ergab sich durch den Zusammenschluss der Stadt mit den beiden Gemeinden Helpup und Lipperreihe zum 1. Januar 1969.
Bei den Zahlen handelt es sich bis 1970 meistens und für 1987 um Volkszählungsergebnisse und ab 1975 um amtliche Fortschreibungen des Statistischen Landesamtes. Die Zahlen für 1975, 1980 und 1985 sind geschätzte Werte und die Zahlen ab 1990 Fortschreibungen auf Basis der Ergebnisse der Volkszählung von 1987, ab 2012 Fortschreibungen auf Basis des Zensus 2011. Die Angaben beziehen sich ab 1867 sowie für 1946 auf die Ortsanwesende Bevölkerung, ab 1925 auf die Wohnbevölkerung und ab 1987 auf die Bevölkerung am Ort der Hauptwohnung. Vor 1871 wurde die Einwohnerzahl nach uneinheitlichen Erhebungsverfahren ermittelt.

Bevölkerungsentwicklung in Oerlinghausen von 1818 bis 2017 nach nebenstehenden Tabellen (obere Linie: heutiger Gebietsstand: untere Linie: jeweiliger Gebietsstand)

Oerlinghausen nach dem damaligen Gebietsstand
| Jahr | Einwohner |
| ---- | --------- |
| 1818 | 1.204     |
| 1824 | 1.430     |
| 1828 | 1.544     |
| 1835 | 1.710     |
| 1841 | 1.726     |
| 1843 | 1.786     |
| 1850 | 1.510     |
| 1852 | 1.318     |
| 1858 | 1.411     |
| 1867 | 1.552     |
| 1871 | 1.568     |

| Jahr | Einwohner |
| ---- | --------- |
| 1885 | 1.895     |
| 1895 | 2.250     |
| 1905 | 2.620     |
| 1919 | 2.699     |
| 1925 | 3.071     |
| 1933 | 3.473     |
| 1939 | 3.611     |
| 1946 | 4.514     |
| 1950 | 4.972     |
| 1961 | 5.815     |
| 1968 | 7.459     |

Oerlinghausen nach dem heutigen Gebietsstand
| Jahr | Einwohner |
| ---- | --------- |
| 1968 | 12.839    |
| 1970 | 13.276    |
| 1974 | 14.292    |
| 1975 | 14.474    |
| 1980 | 14.751    |
| 1985 | 14.738    |
| 1987 | 14.757    |
| 1990 | 15.689    |
| 1995 | 17.165    |

| Jahr | Einwohner |
| ---- | --------- |
| 2000 | 17.465    |
| 2005 | 17.305    |
| 2007 | 16.988    |
| 2012 | 16.654    |
| 2016 | 17.259    |
| 2017 | 17.530    |
| 2020 | 17.721    |
| 2022 | 17.871    |

## Politik

### Stadtrat
Der Stadtrat hat derzeit 36 Sitze. Hinzu kommt der Bürgermeister als Ratsvorsitzender.
- SPD: 12
- Grüne: 8
- FW: 1
- IO: 3
- FDP: 3
- CDU: 9

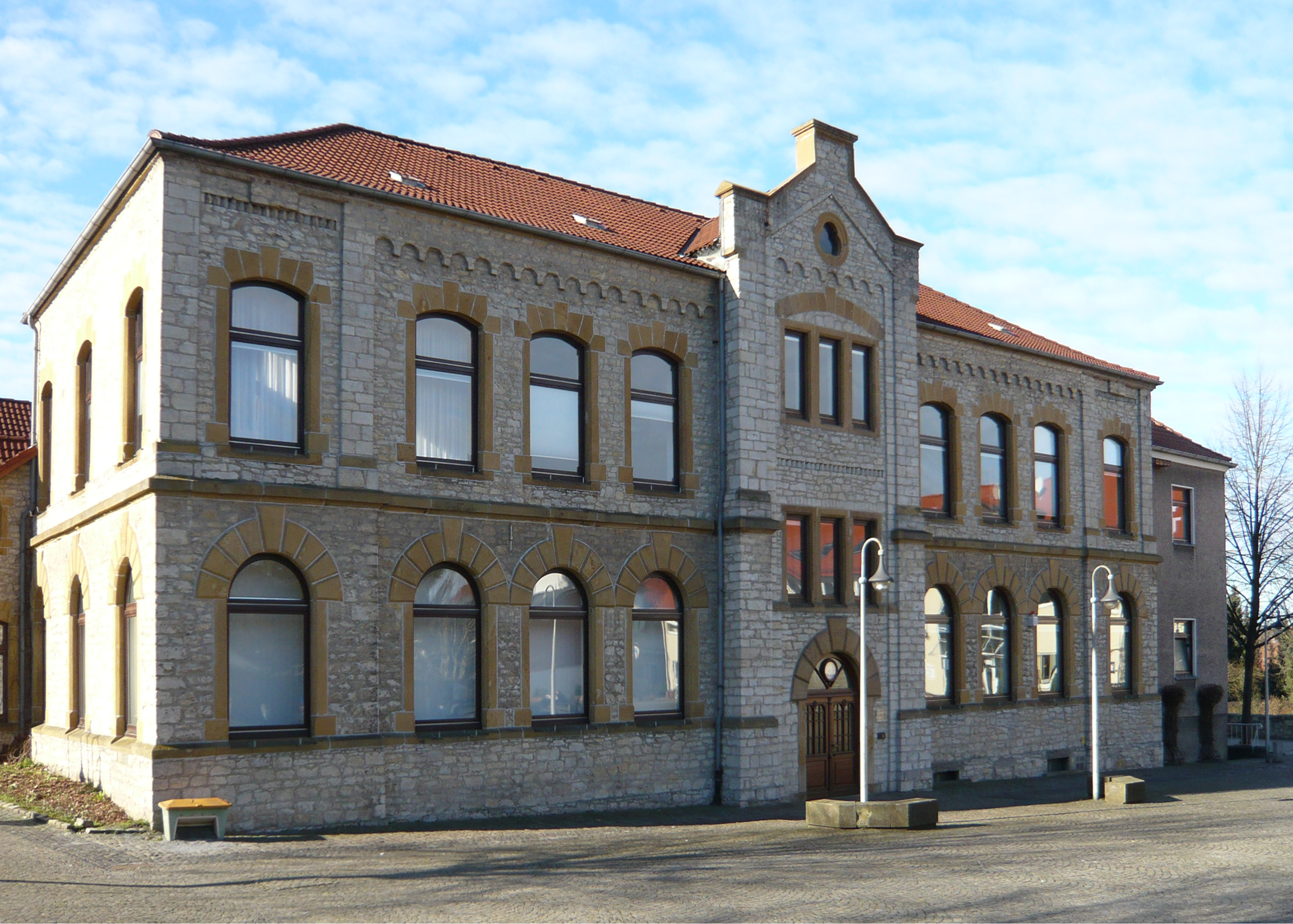
Rathaus in Oerlinghausen

Die folgende Tabelle zeigt die Kommunalwahlergebnisse seit der Eingemeindung von Lipperreihe und Helpup, also seit 1969:
| [ 44 ] [ 45 ]   | 2020    | 2020    | 2014    | 2014    |
| Partei          | Sitze   | %       | Sitze   | %       |
| --------------- | ------- | ------- | ------- | ------- |
| SPD             | 12      | 31,17   | 14      | 37,97   |
| CDU             | 09      | 23,89   | 11      | 29,76   |
| Grüne           | 08      | 22,64   | 07      | 17,03   |
| FDP             | 03      | 09,26   | 04      | 09,18   |
| Freie Wähler    | 01      | 03,87   | 02      | 06,07   |
| IO2             | 03      | 09,17   | –       | –       |
| Gesamt4         | 36      | 100     | 38      | 100     |
| Wahlbeteiligung | 58,78 % | 58,78 % | 55,97 % | 55,97 % |

| [ 47 ] [ 48 ]   | 2009    | 2009    | 2004   | 2004   | 1999   | 1999   | 1994   | 1994   | 1989   | 1989   | 1984   | 1984   | 1979   | 1979   | 1975   | 1975   | 1969  | 1969 |
| Partei          | Sitze   | %       | Sitze  | %      | Sitze  | %      | Sitze  | %      | Sitze  | %      | Sitze  | %      | Sitze  | %      | Sitze  | %      | Sitze | %    |
| --------------- | ------- | ------- | ------ | ------ | ------ | ------ | ------ | ------ | ------ | ------ | ------ | ------ | ------ | ------ | ------ | ------ | ----- | ---- |
| SPD             | 11      | 32,07   | 11     | 35,4   | 12     | 36,9   | 15     | 42,4   | 16     | 41,3   | 18     | 43,6   | 16     | 48,6   | 17     | 50,2   | 16    | 47,3 |
| CDU             | 0101    | 28,27   | 11     | 34,9   | 13     | 41,2   | 11     | 33,8   | 11     | 27,3   | 12     | 31,0   | 11     | 33,4   | 11     | 32,8   | 08    | 25,6 |
| Grüne           | 05      | 15,24   | 04     | 11,3   | 03     | 10,8   | 04     | 12,9   | 05     | 14,3   | 04     | 11,8   | –      | –      | –      | –      | 0–    | –    |
| FDP             | 05      | 14,91   | 04     | 10,9   | 04     | 11,1   | 03     | 11,0   | 07     | 17,1   | 05     | 13,6   | 05     | 13,2   | 05     | 16,3   | 09    | 27,1 |
| Freie Wähler    | 03      | 09,52   | 02     | 07,4   | –      | –      | –      | –      | –      | –      | –      | –      | 0–     | –      | 0–     | –      | –     | –    |
| BI3             | –       | –       | –      | –      | –      | –      | –      | –      | –      | –      | –      | –      | 01     | 04,2   | 0–     | –      | –     | –    |
| Einzelbewerber  | –       | –       | –      | –      | –      | –      | –      | –      | –      | –      | –      | –      | 0      | 00,7   | 0      | 00,6   | –     | –    |
| Gesamt4         | 34      | 100     | 32     | 100    | 32     | 100    | 33     | 100    | 39     | 100    | 39     | 100    | 33     | 100    | 33     | 100    | 33    | 100  |
| Wahlbeteiligung | 58,85 % | 58,85 % | 61,5 % | 61,5 % | 61,5 % | 61,5 % | 86,7 % | 86,7 % | 72,4 % | 72,4 % | 75,4 % | 75,4 % | 78,2 % | 78,2 % | 89,4 % | 89,4 % | n/v   | n/v  |

1Aufgrund von Fraktionsaustritten hatte die Fraktion der CDU von Juni 2010 bis zur Wahl 2014 nur noch 8 statt 10 Mitglieder.     2I:O Initiative Oerlinghausen

3Bürgerinitiative    
4ohne Berücksichtigung von Rundungsdifferenzen

### Bürgermeister
Erster Bürgermeister der jungen Stadt wurde 1926 der liberal-konservative August Reuter, der 1933 von den Nationalsozialisten des Amtes enthoben wurde. Für ihn kam bis 1945 Friedrich Möller von der NSDAP. Nach dem Krieg kehrte August Reuter für kurze Zeit ins Bürgermeisteramt zurück, bis er 1946 vom Sozialdemokraten Heinrich Kramer abgelöst wurde. Der langjährige Bürgermeister Heinrich Kramer erwarb sich große Verdienste, denn er sorgte für den Wiederaufbau der zerstörten Häuser und die Unterbringung Hunderter von Flüchtlingen und Vertriebenen. Der letzte Bürgermeister vor der kommunalen Neuordnung war Heinrich Schildmann (SPD) von 1965 bis 1969. Bemerkenswert war das starke Abschneiden der FDP bei der ersten Wahl nach den Eingemeindungen. Dies führte dazu, dass die FDP als zweitstärkste Fraktion – mit Unterstützung der CDU – mit Konrad Dreckshage (FDP) den ersten Bürgermeister der erweiterten Stadt stellte. 1975 errang wieder die SPD die Ratsmehrheit und Erich Diekhof übernahm für neun Jahre das Bürgermeisteramt. Dann folgten Horst Steinkühler und Martin Weber (beide SPD). Von 1999 bis 2015 war Ursula Herbort (parteilos) Bürgermeisterin.
Aktueller Bürgermeister ist seit 2015 Dirk Becker (SPD).
Die Bürgermeister Oerlinghausens seit Erteilung der Stadtrechte:
| Amtszeit  | Name                | Partei    |
| --------- | ------------------- | --------- |
| 1926–1933 | August Reuter       |           |
| 1933–1945 | Friedrich Möller    | NSDAP     |
| 1945–1946 | August Reuter       |           |
| 1946–1965 | Heinrich Kramer     | SPD       |
| 1965–1969 | Heinrich Schildmann | SPD       |
| 1969–1975 | Konrad Dreckshage   | FDP       |
| 1975–1984 | Erich Diekhof       | SPD       |
| 1984–1989 | Horst Steinkühler   | SPD       |
| 1989–1999 | Martin Weber        | SPD       |
| 1999–2015 | Ursula Herbort      | parteilos |
| seit 2015 | Dirk Becker         | SPD       |

### Landtagswahlen
Oerlinghausen gehört gemeinsam mit den Städten Bad Salzuflen und Lage sowie der Gemeinde Leopoldshöhe zum Landtagswahlkreis 97 (Lippe I).

### Bundestagswahlen
Auf Bundesebene gehört Oerlinghausen zum Bundestagswahlkreis Lippe I, in dem bei der Bundestagswahl 2021 Jürgen Berghahn (SPD) als Direktkandidat gewählt wurde.
Die Ergebnisse der Bundestagswahl 2005 in Oerlinghausen im Vergleich zum Landesdurchschnitt zeigt die folgende Tabelle
| Partei   | Oerlinghausen | Landesschnitt |
| -------- | ------------- | ------------- |
| SPD      | 41,7 %        | 40,0 %        |
| CDU      | 31,6 %        | 34,4 %        |
| FDP      | 11,0 %        | 10,0 %        |
| GRÜNE    | 08,3 %        | 07,6 %        |
| Sonstige | 07,4 %        | 08,0 %        |

### Wappen, Flagge und Banner
Mit Urkunde des Regierungspräsidenten in Detmold vom 18. April 1978 ist der Stadt Oerlinghausen das Recht zur Führung eines Wappens, einer Flagge, eines Banners und eines Dienstsiegels verliehen worden.
| Banner, Wappen und Hissflagge |  |
|                               |  |
|                               |  |

Altes Wappen

Die Wappenbeschreibung lautet: In Rot ein silbernes (weißes) Segelflugzeug. Im Schildfuß ein goldener (gelber) Dreiberg, belegt mit der lippischen Rose. Das stilisierte Flugzeug weist auf die bedeutende Rolle des Segelflugs für die Stadt hin. Der Dreiberg repräsentiert die drei Stadtteile und die Lippische Rose den Kreis Lippe.
Dieses aktuelle Wappen besitzt erst seit 1978 Gültigkeit, zuvor fand das zur Verleihung der Stadtrechte 1926 entwickelte Wappen Verwendung. Das alte Wappen war zweigeteilt, auf der heraldisch rechten Seite befand sich die lippische Rose auf weißem Grund, die linke Seite war nochmals unterteilt; im oberen Bereich war eine Tanne abgebildet, der Hintergrund war gelb-rot, im unteren Bereich wurde die Kumsttonne auf ebenfalls gelb-rotem Hintergrund dargestellt. Die Rose symbolisierte wiederum die Zugehörigkeit zu Lippe; die Tanne wurde in das Wappen als Zeichen, dass es sich um eine Stadt der Sommerfrische handelt, integriert und die Kumsttonne wurde als Wahrzeichen der Stadt aufgenommen. Das frühere Wappen ist zwar auch heute noch präsent, stand aber bereits frühzeitig in der Kritik, insbesondere, da es mit den benachbarten Farben 'Weiß' und 'Gelb' gegen die heraldischen Farbregeln verstößt.
Darüber hinaus führt die Stadt Oerlinghausen Banner und Hissflagge. Das Banner ist Von Gelb-Weiß-Rot längsgestreift. Die Flagge kann oberhalb der Mitte das Stadtwappen enthalten. Die Hissflagge ist Von Gelb-Weiß-Rot längsgestreift. Die Flagge kann das von der Mitte zur Stange hin verschobene Stadtwappen enthalten.

### Städtepartnerschaften
Seit 1988 besteht die Städtepartnerschaft zu Villers-lès-Nancy in Frankreich. Jährlich besucht eine Delegation aus Oerlinghausen das Weinfest in Villers-lès-Nancy und eine französische Delegation kommt regelmäßig zum Schützenfest nach Oerlinghausen. Außerdem gibt es seit 1990 eine Städtepartnerschaft zu Augustusburg in Sachsen und seit 1991 zu Osterburg in Sachsen-Anhalt.

## Kultur

### Theater
Seit 1976 gibt ein städtisches Programm mit Gastspielen namhafter Bühnen und Orchester in Oerlinghausen. Theateraufführungen und Musikveranstaltungen finden nach besonderer Ankündigung in der Aula des Niklas-Luhmann-Gymnasiums statt. Darüber hinaus fährt ein Theaterbus während der Saison einmal monatlich die Abonnenten zum Landestheater Detmold. Das Stadttheater Bielefeld ist gut mit öffentlichen Verkehrsmitteln zu erreichen, es werden jedoch sporadisch ebenfalls Theaterbusse eingesetzt.

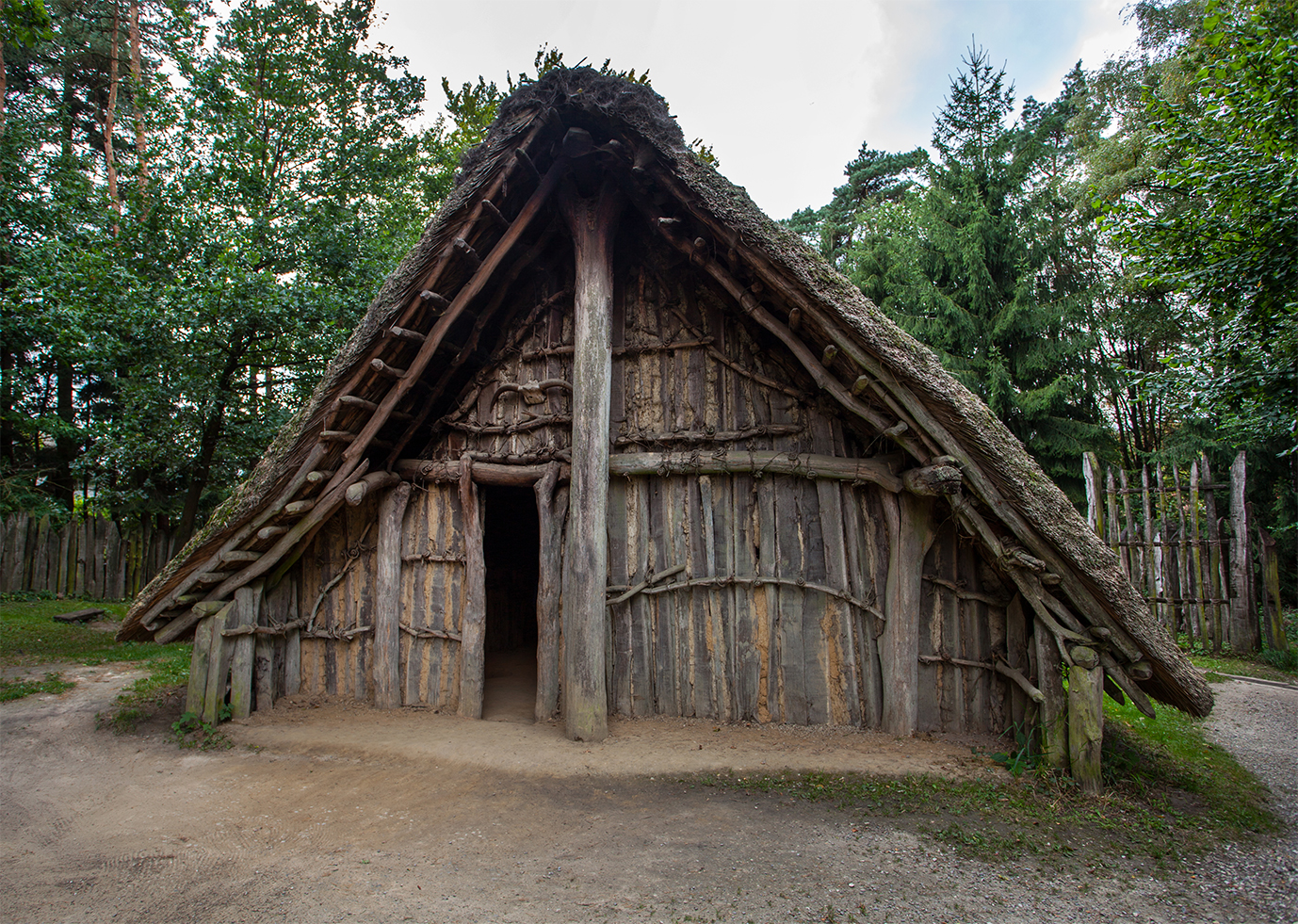
Jungsteinzeitliches Langhaus im Archäologischen Freilichtmuseum Oerlinghausen

### Museen
Das Archäologische Freilichtmuseum erfreut sich überregionaler Bekanntheit und bietet auf einer Fläche von etwa 1,5 Hektar einen Rundgang mit rekonstruierten Behausungen von der Steinzeit (Zelt altsteinzeitlicher Rentierjäger) bis zu einem Haus aus dem frühen Mittelalter. Eine Attraktion sind auch die Rückzüchtungen mittelalterlicher Weideschweine. Das Angebot des Museums ist schwerpunktmäßig auf Kinder und Jugendliche ausgerichtet. Neben Führungen wird ein museumspädagogisches Programm für Schulklassen angeboten, dazu kommen neben Handwerkskursen auch größere Veranstaltungen, wie der Wikingertag.
In Oerlinghausen gibt es seit Mitte der 1990er-Jahre ein Apothekenmuseum in der Melmschen Apotheke mit zahlreichen Medikamenten, Gläsern, Mörsern, Tiegeln, Waagen, Dosen, Gewichten, Büchern und Dokumenten.

### Musik
Das Musikangebot in der Stadt erstreckt sich über zwei evangelische Kirchenchöre, zwei Gesangvereine und zwei Posaunenchöre. Weitere Musikgruppen bestehen aus dem Flughafenorchester und dem Musikzug der Freiwilligen Feuerwehr Oerlinghausen. Darüber hinaus gibt es zwei Musikschulen, den Musikverein Oerlinghausen und die kommerzielle Musikschule Oerly.
Das selbstverwaltete Jugend- und Kulturzentrum Oerlinghausen (JZO) veranstaltet regelmäßig Rock, Punk- und Hardcore-Konzerte. So spielten in den vergangenen 40 Jahren auch zahlreiche bekannte Musikgruppen aus dem In- und Ausland, beispielsweise Fury in the Slaughterhouse, Trio, Hans-A-Plast, Jupiter Jones, Egotronic, Dritte Wahl, Turbostaat, Maserati, Clara Luzia und The Movement.

### Bauwerke und Anlagen

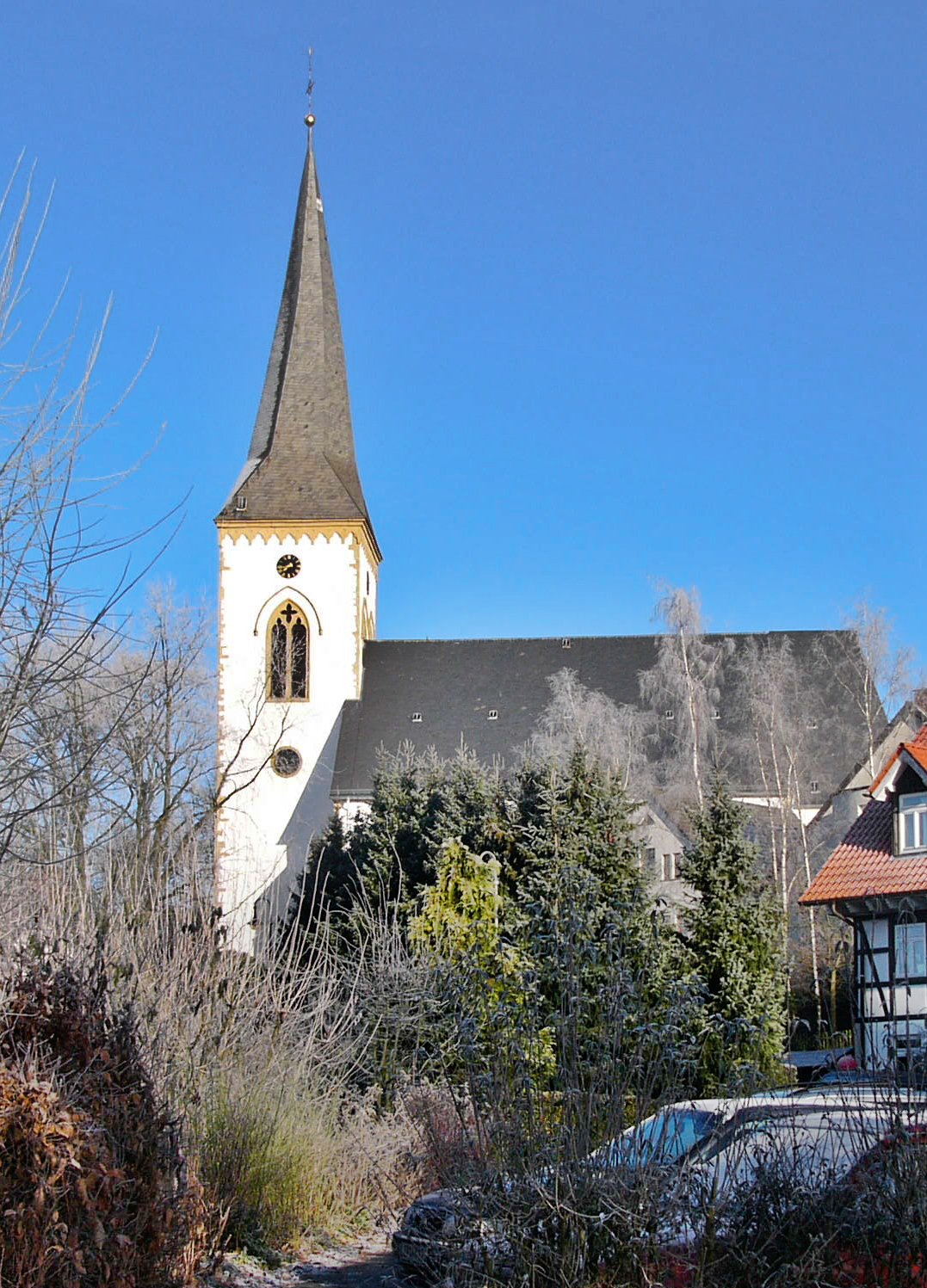
Alexanderkirche

Die evangelisch-reformierte Pfarrkirche oder Alexanderkirche ist eine dreijochige Hallenkirche mit 5/8-Schluss. Der heutige Bau entstand zwischen 1511 und 1514 nach einem größeren Brandschaden. Vom Vorgängerbau aus der ersten Hälfte des 13. Jahrhunderts wurden die Seitenschiffsmauern und der untere Teil des Westturmes übernommen.
Die Oerlinghauser Synagoge in der Tönsbergstrasse 4 ist ein schlichter, durch kräftige Lisenen gegliederter Bruchsteinbau von Ende des 19. Jahrhunderts. Es handelt sich dabei vermutlich um das dritte Gebäude an dieser Stelle. Das ehemalige jüdische Bethaus wurde noch vor der Reichspogromnacht im Jahr 1938 von der jüdischen Gemeinde verkauft und ist damit eine der wenigen alten Synagogen im Gebiet von Ostwestfalen-Lippe, die weitgehend originalgetreu erhalten geblieben sind. Die ehemalige Synagoge dient heute dem Oerlinghauser Kunstverein als Ausstellungsraum für zeitgenössische Malerei und Plastik.

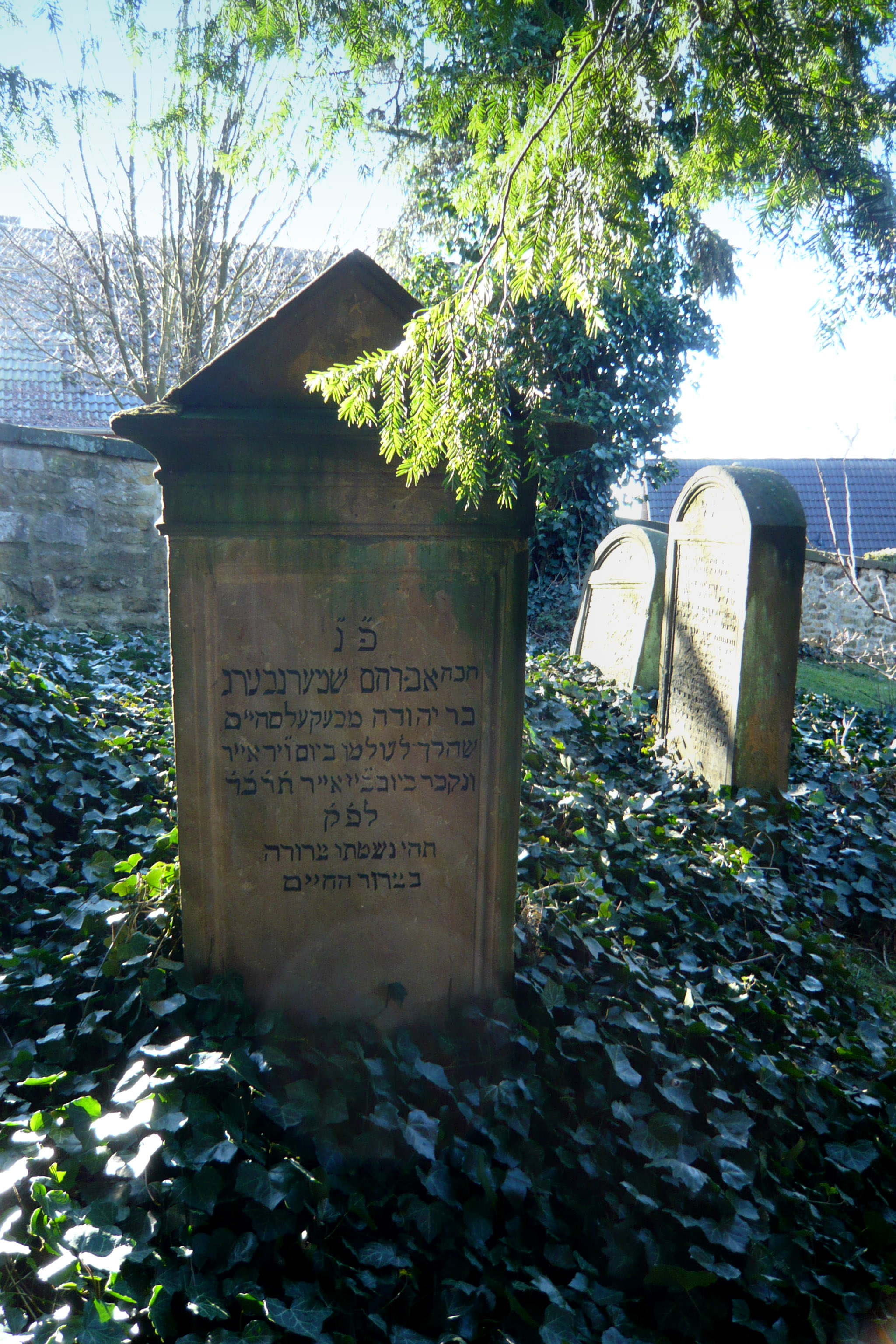
Alter jüdischer Friedhof

Der ehemalige jüdische Friedhof wurde seit dem Ende des 17. Jahrhunderts von der jüdischen Gemeinde als Begräbnisstätte genutzt. Er befindet sich nur wenige Meter oberhalb der Synagoge am Aufstieg zum Tönsberg. Durch ein eisernes Tor betritt man den Friedhof, der seit dem 17. Jahrhundert der damals relativ großen jüdischen Gemeinde als letzte Ruhestätte diente. Efeubewachsene, verwitterte Grabsteine tragen in hebräischen Schriftzügen die Namen alter jüdischer Oerlinghauser Familien.

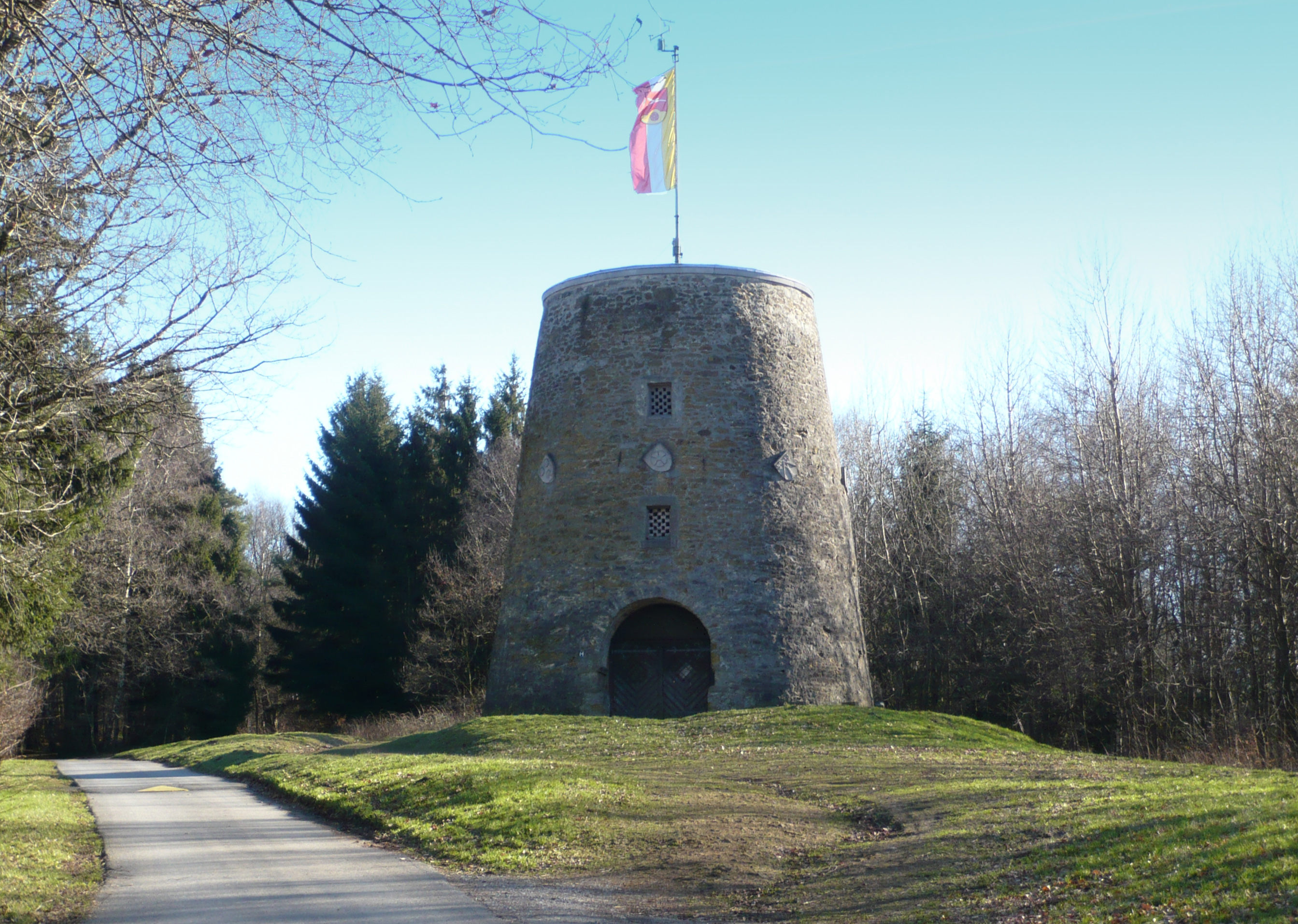
Kumsttonne auf dem Tönsberg

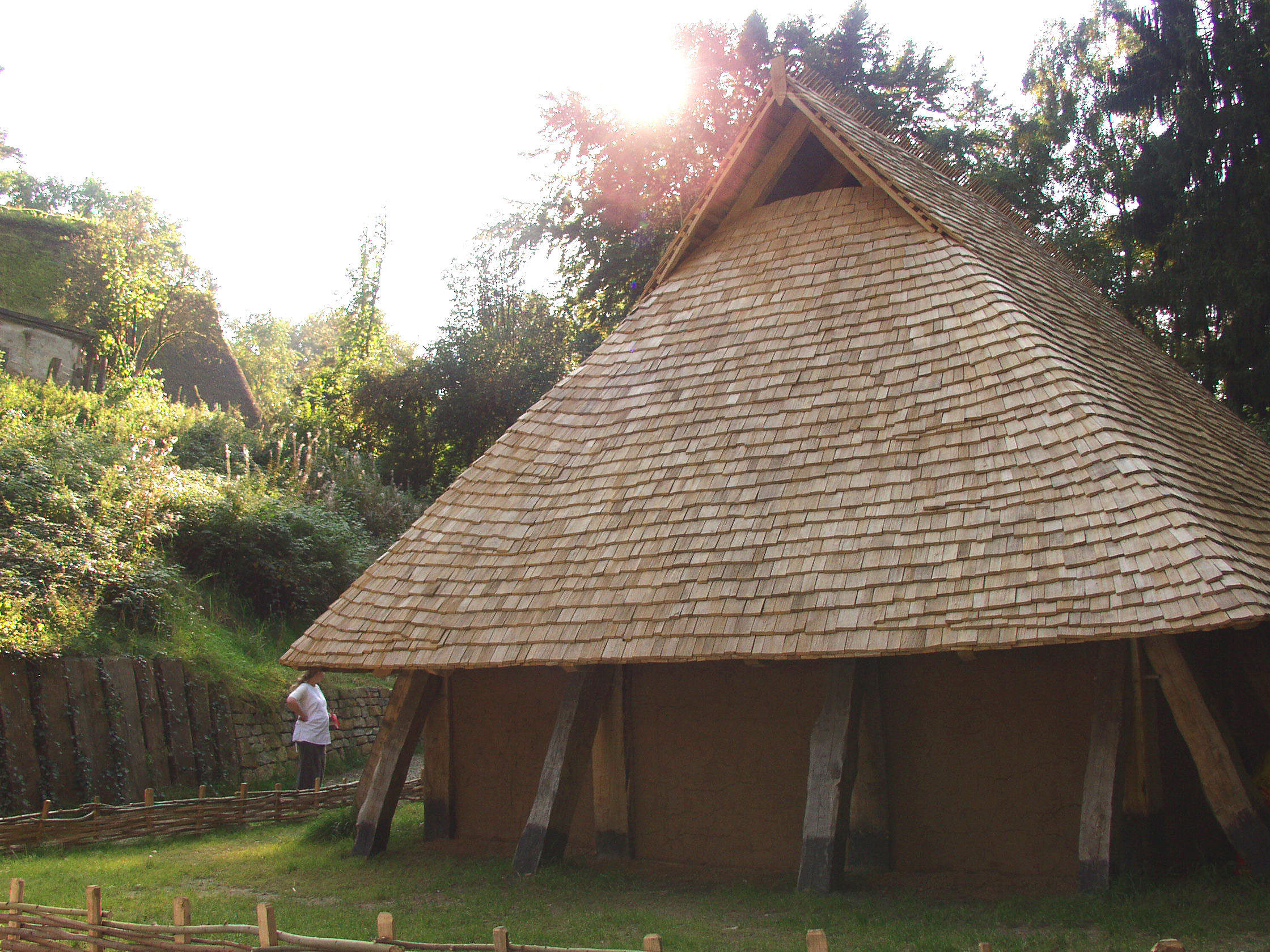
Sachsenhaus aus der Merowingerzeit

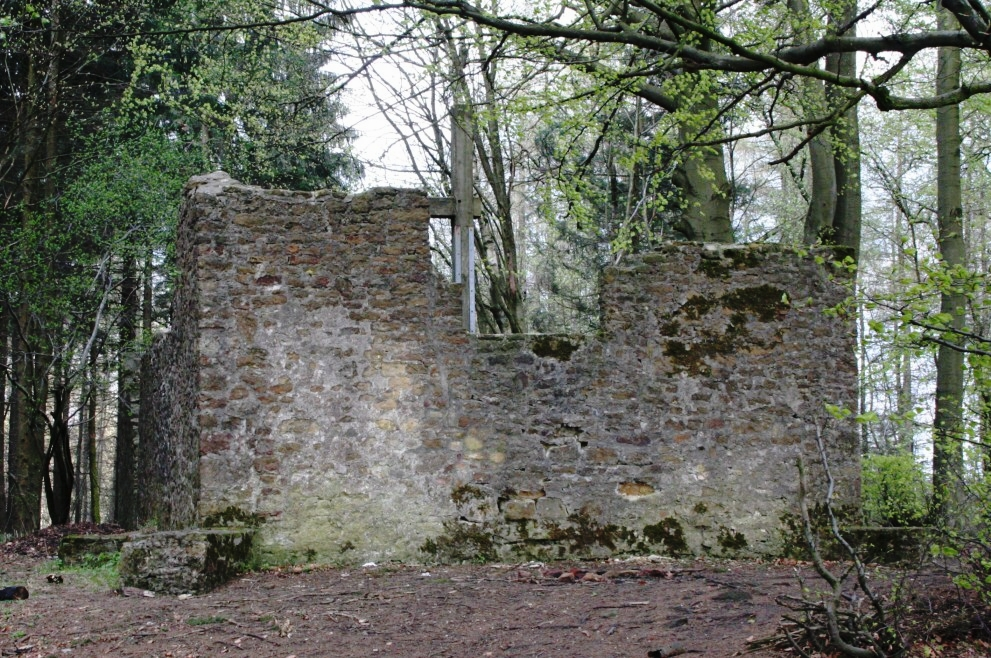
Hünenkapelle

Die Kumsttonne (von Kumst = Kohl) ist ein Windmühlenstumpf und ein weithin sichtbares Wahrzeichen Oerlinghausens auf dem Tönsberg in 334 Metern Höhe. Die Windmühle wurde 1751 errichtet, verlor aber Mitte des 19. Jahrhunderts bei einem Sturm ihre Flügel. Sie blieb in diesem Zustand auf dem Tönsberg stehen und war auch im alten Oerlinghauser Wappen wiederzufinden.
Die Hünenkapelle oder Tönskapelle liegt auf dem Tönsbergrücken in der Nähe des Wanderweges A5. Von der mittelalterlichen Saalkirche, die sich innerhalb einer vorgeschichtlichen Ringwallanlage (Sachsenlager) aus dem 4. Jahrhundert v. Chr. befindet, sind nur die Umfassungsmauern erhalten. Funktion und Bauzeit der Kapelle sind unbekannt.
Die Villa Richard Müller, Detmolder Straße 21, wurde 1913/1914 durch den Frankfurter Architekten Hermann A. E. Kopf erbaut. Der zweigeschossige Bau wird außen durch abgetreppte Lisenen mit Mosaikverblendungen gegliedert. Das Haus wird der Reformarchitektur zugerechnet, zeigt aber in seinen Grundzügen auch neuklassizistische Tendenzen.

### Parks
Der gut gepflegte historische Gutspark Menkhausen mit einer Größe von etwa einem Hektar befindet sich in Privatbesitz und ist nicht öffentlich zugänglich. Er wurde im Jahr 1900 mit zwei Teichen angelegt und enthält neben vielen Rhododendren einige Besonderheiten, darunter einen Urweltmammutbaum, eine Magnolie und eine Küstentanne. Außer einem mittlerweile verfallenen Pavillon befinden sich auch ein Pumpenhäuschen aus Sandstein und eine Brücke im Park. Auch einige Skulpturen wurden im Laufe des 20. Jahrhunderts aufgestellt.
Der Weberpark hat eine Größe von rund zwei Hektar. Er befindet sich in Privateigentum. Er ist Teil der Anlage des Fabrikanten Carl David Weber und wurde ab 1850 an die Fabrikantenvilla angrenzend angelegt.

### Naturschutzgebiete
Auf dem Stadtgebiet befinden sich teils vollständig, teils anteilig sieben Naturschutzgebiete. Unter anderem hat Oerlinghausen Anteil am mit mehr als 23 Quadratkilometer zweitgrößten Naturschutzgebiet des Kreises Lippe, dem Naturschutzgebiet „Östlicher Teutoburger Wald“.

### Sport
Der größte Sportverein ist der TSV Oerlinghausen mit Abteilungen für Fußball, Handball, Volleyball, Leichtathletik, Turnen, Tennis, Ju-Jutsu und Gymnastik/Tanz. Weitere Vereine sind der TuS Lipperreihe und die TuS Helpup. Den Vereinen stehen vier Sportplätze sowie sieben Sport- und Turnhallen zur Verfügung.
Einzelne Sportarten betreiben zum Beispiel die LG Oerlinghausen (Laufsport), die DLRG Oerlinghausen (Schwimmen und Rettungsschwimmen), der Segelflugverein Oerlinghausen (Segelflug, Motorsegelflug, Ultraleichtflug, Modellflugzeugbau) sowie der TC Aquatica e.V (Gerätetauchen und Apnoetauchen).

#### Segelflugplatz

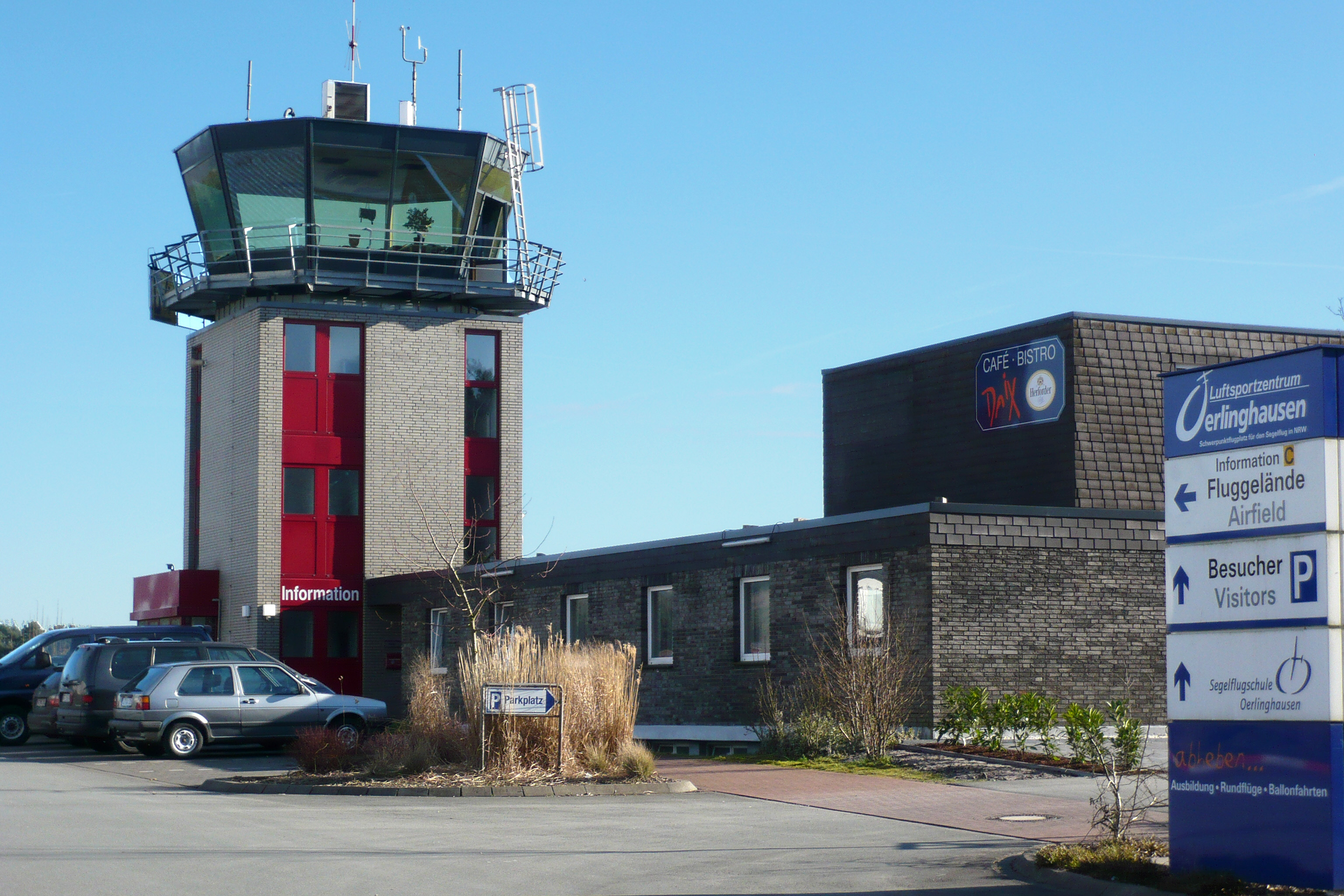
Tower am Segelflugplatz Oerlinghausen

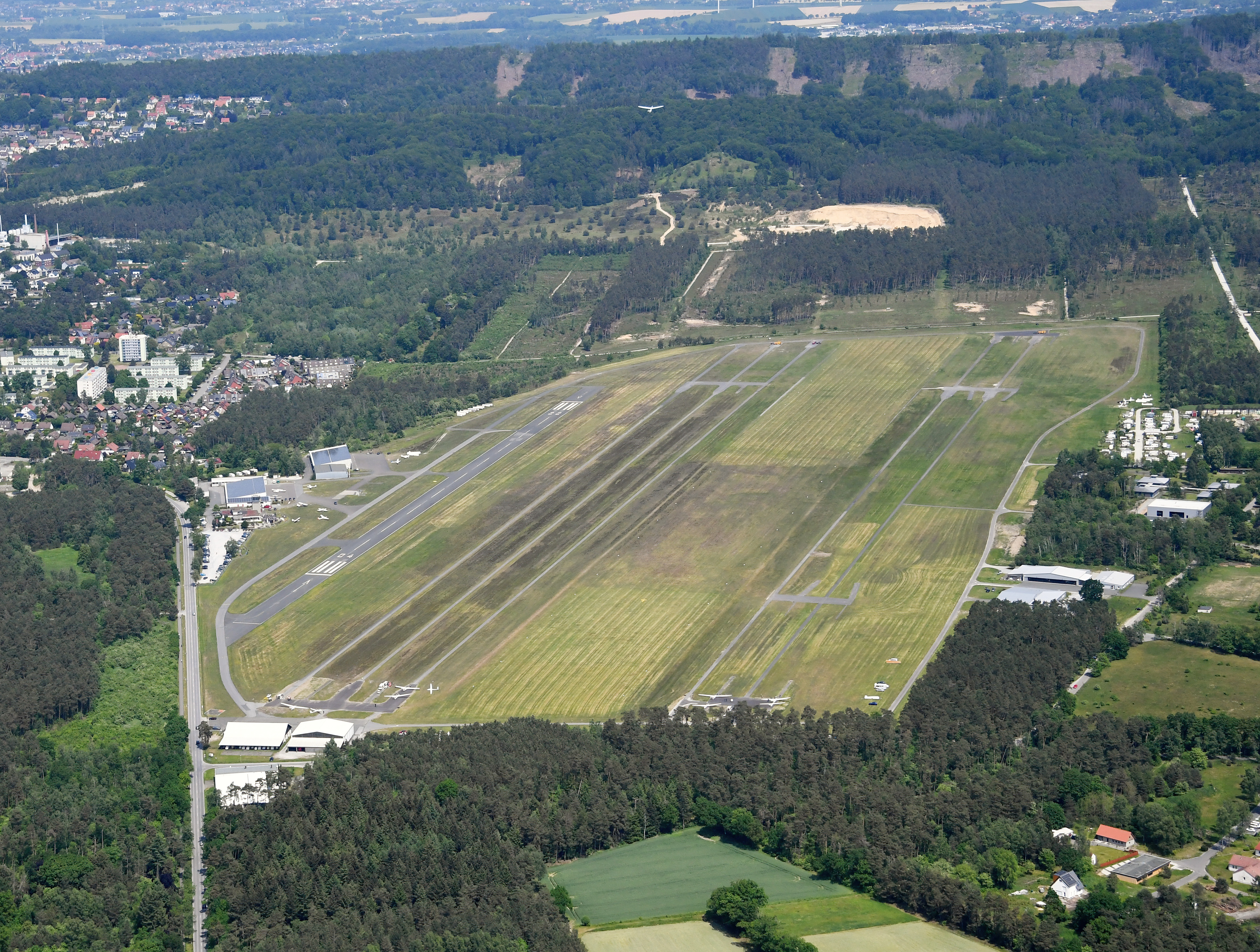
Segelflugplatz Oerlinghausen aus der Luft

Der Segelflugplatz Oerlinghausen liegt rund drei Kilometer südlich der Stadtmitte. Mit seinen rund 25.000 Flugzeugbewegungen pro Jahr steht er weltweit an der Spitze der Starts und Landungen von Segelflugzeugen. Die Fläche des Flugplatzes, der sich im Besitz der Flugplatzgemeinschaft e. V. befindet, beträgt etwa 65 Hektar. Der Flugplatz Oerlinghausen hat sich zu einem beliebten Ausflugsziel in der Flugsaison (März bis Oktober) entwickelt. In der internationalen Segelflugschule am Flugplatz werden Lehrgänge in Flugausbildung und Flugweiterbildung durchgeführt. Außer Segelflugzeugen starten hier Motorsegler, Ultraleicht- und Modellflugzeuge, Drachen, Gleitschirme und Heißluftballone.

### Regelmäßige Veranstaltungen

#### Hermannslauf
Der etwa 31 Kilometer lange Hermannslauf vom Hermannsdenkmal nach Bielefeld führt über den Tönsberg und anschließend durch die Oerlinghausener Innenstadt. Dabei findet parallel zu dem Lauf in der Stadt ein Volksfest statt und viele Zuschauer begleiten die Läufer mit Beifall. Alljährlich am letzten Sonntag im April treffen sich über 7000 Sportler, um diesen anspruchsvollen Lauf über die Kuppen und Kammwege des Teutoburger Waldes zu bestehen.

#### Osterfeuer
In Oerlinghausen finden jedes Jahr drei Osterfeuer statt, von denen das größte und meistbesuchte auf dem Tönsberg neben der Kumstonne stattfindet. Es wird von der Freiwilligen Feuerwehr veranstaltet und am Ostersonntag abends angezündet. Weitere Feuer finden in Helpup und Lipperreihe statt.

#### Schützenfest
Am Wochenende des ersten Sonntags im Juli findet in Oerlinghausen das traditionelle Schützenfest statt. Die Oerlinghauser Schützengesellschaft von 1590 ist eine der ältesten in Ostwestfalen-Lippe und hatte anfangs die Aufgabe, die Bürger vor Überfällen und Gesindel zu schützen. Das alljährliche Schützenfest wird auf dem Schützenplatz am Steinbült gefeiert und hat sich zu einem dreitägigen Volksfest entwickelt.

#### Weihnachtsmarkt
Über die Grenzen der Stadt hinaus bekannt ist der Weihnachtsmarkt, der am zweiten Adventswochenende in der Innenstadt stattfindet. Veranstalter ist der Verkehrs- und Verschönerungsverein. Neben kommerziellen Anbietern beteiligen sich einheimische Geschäftsleute, Vereine, Schulen und andere Organisationen mit Verkaufsständen und Veranstaltungen. Ein Teil der Einnahmen wird für einen gemeinsamen sozialen oder gemeinnützigen Zweck in Oerlinghausen gespendet.

## Infrastruktur und Wirtschaft

### Verkehr

#### Schienen- und Busverkehr

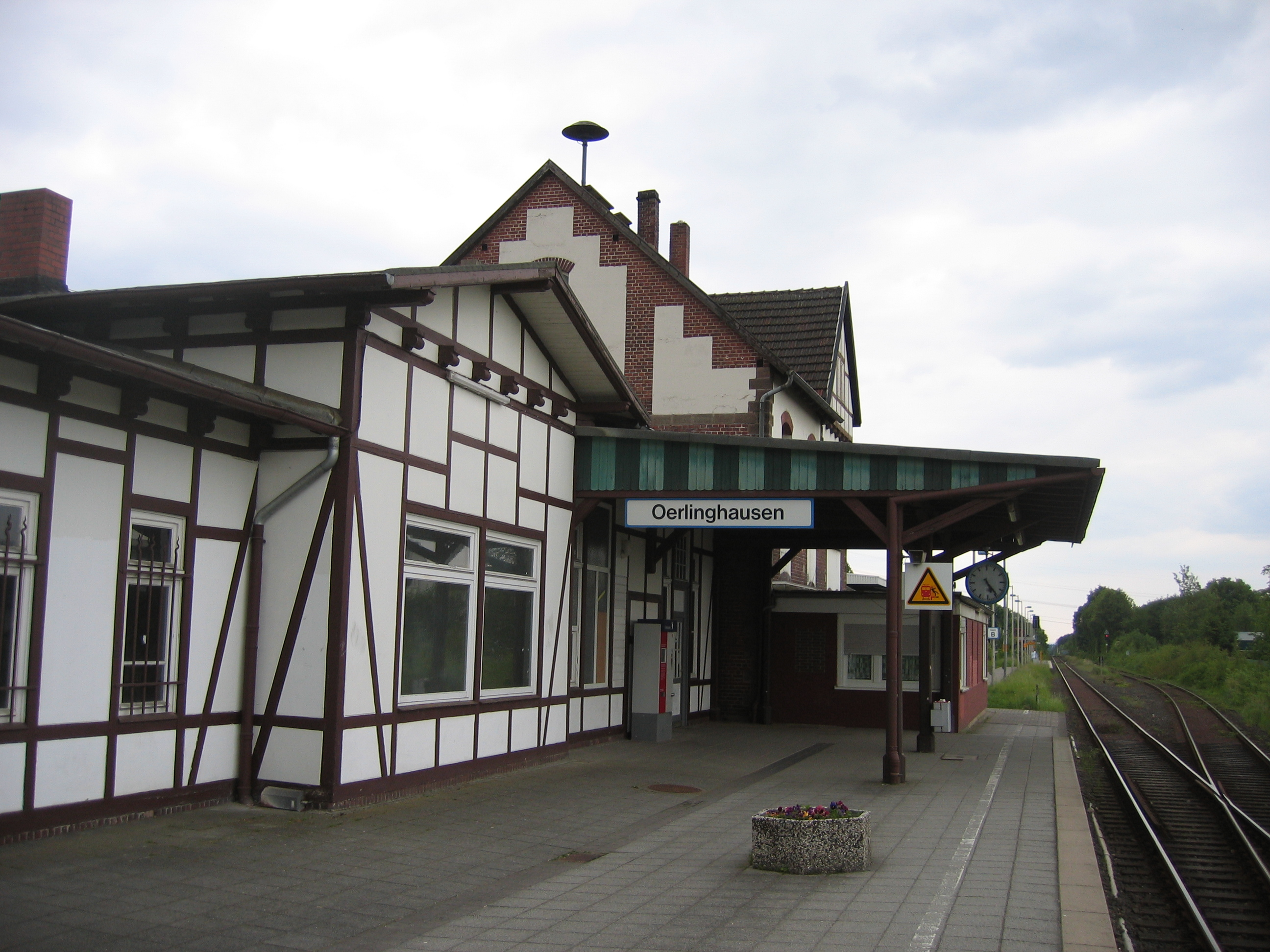
Bahnhof Oerlinghausen

Im Stadtgebiet von Oerlinghausen gibt es im Ortsteil Helpup einen Haltepunkt der Bahnstrecke Bielefeld–Hameln. Der wichtigere Bahnhof für die Stadt befindet sich jedoch im angrenzenden Ortsteil Asemissen der Gemeinde Leopoldshöhe. Dieser historisch Bahnhof Oerlinghausen genannte Halt ist Endpunkt der Buslinie 39 (Oerlinghausen Mitte – Südstadt – Lipperreihe – Bielefeld-Sennestadt). Er wird jeweils im Stundentakt, sonntags alle zwei Stunden, vom RE 82 „Der Leineweber“ (Altenbeken–) Detmold–Lage–Bielefeld sowie von der RB 73 „Der Lipperländer“ Lemgo–Lage–Bielefeld bedient.
Im Straßenpersonennahverkehr
bestehen direkte Busverbindungen nach Bielefeld, Lage, Stukenbrock und Bad Salzuflen.
Für den gesamten öffentlichen Personennahverkehr gilt der Westfalentarif im Teilnetz TeutoOWL.

#### Straßen
Oerlinghausen (Stadtmitte) liegt ungefähr acht Kilometer von der A 2 und etwa sechs Kilometer von der A 33 entfernt. Als Umgehungsstraße ist 1998 die Tunnelstraße (L 751n) gebaut worden, die den Verkehr durch einen 492 Meter langen Tunnel durch den Menkhauser Berg westlich der Innenstadt leitet und diese damit entlastet.

#### Luftverkehr
Der Sonderlandeplatz Oerlinghausen ist vorzugsweise dem Segelflugbetrieb vorbehalten. Im Gegensatz zu einem Verkehrslandeplatz dürfen auf dem Sonderlandeplatz nur der Betreiber und auf Anfrage auch Dritte starten und landen. Der nächstgelegene internationale Flughafen ist der Flughafen Paderborn/Lippstadt (etwa 50 Kilometer südlich von Oerlinghausen), der über die A 33 zu erreichen ist.

### Medien
Als Lokalzeitung im Kreis Lippe erscheinen die Lippische Landes-Zeitung und – mit einer speziellen Oerlinghausener Ausgabe – die Neue Westfälische. Die Lippische Rundschau stellte ihr Erscheinen Ende 2003 ein.
Zweimal pro Woche wird die kostenlose Zeitung „Lippe aktuell“ verteilt. Ebenfalls in einem zweiwöchentlichen Rhythmus wird das „Mitteilungsblatt für Helpup“ vom Verkehrs- und Verschönerungsverein Helpup herausgegeben.
Die „Teutoburger Meile“, deren erste Ausgaben unter dem Titel „Oerlinghauser Meile“ erschienen, ist eine monatlich erscheinende kostenlose Zeitschrift. Der „Oerlinghauser Anzeiger“ ist ein wöchentlich erscheinender kostenloser Stadtanzeiger, alle 14 Tage erscheint das „Oerlinghauser Blatt“.
Oerlinghausen gehört zum Sendegebiet von Radio Lippe, das es in der Berichterstattung als Lokalradio mit abdeckt.

### Öffentliche Einrichtungen
Die Wasserversorgung bereitete den Bewohnern in den vergangenen Jahrhunderten stets Probleme aufgrund der exponierten Lage des Ortes am Hang des Tönsbergs. Der erste Brunnen in Oerlinghausen befand sich in der Nähe der Alexanderkirche. Später gab es rund um den Simonsplatz mehrere Brunnen, die heute fast alle verschwunden sind. Erkennbar sind lediglich die beiden Brunnen in der Pfarrstraße und im Innenhof des Bürgerhauses. Es war alltäglich, dass die Oerlinghauser im Winter nach Einfrieren der Brunnen oder in sommerlichen Trockenzeiten weite Wege gehen mussten, um sich mit Wasser zu versorgen. Ab 1800 holten sich zahlreiche Bürger ihr Wasser über hölzerne Röhrenleitungen aus einer Quelle. Zwischen 1814 und 1824 wurde unter dem Tönsberg nach Kohle gesucht, sodass die Quelle versiegte. Durch die wachsende Bevölkerung wurde die Versorgung mit ausreichend Wasser immer dringlicher. Um 1850 konnten die Bürger ihr Wasser durch Holzröhrenleitungen beziehen, die von einer Quelle am Kalderberg bis zum Simonsplatz verlegt worden waren. Diese Röhren nannte man Pipen und bestanden aus Eichenholz. Sie gaben den Oerlinghauser Straßen Piperweg und Pipenbrink ihren Namen. Diese Leitungen konnten den Wasserbedarf der Oerlinghauser allerdings nicht befriedigen, denn außerdem mussten drei Löschwasserbassins gefüllt und große Mengen an Leinen gebleicht werden. Während einer verheerenden Trockenheit im Frühjahr und Sommer 1911 musste das Wasser auf zwei Eimer pro Familie rationiert werden. Nun endlich wurde der Bau eines eigenen Wasserwerks von der Dorfverwaltung beschlossen und umgesetzt. Ab 1912 pumpte das neue Wasserwerk, für 95.000 Reichsmark erbaut, mittels Sauggasmotoren Wasser aus der Schopke in einen Hochbehälter am Tönsberg mit einem Fassungsvermögen von 125 Kubikmetern. Zu Beginn der 1930er Jahre folgte ein Behälter in doppelter Größe.
Heute verfügen die Stadtwerke Oerlinghausen über ein modernes Wasserversorgungssystem und speisen mehr als eine Million Kubikmeter Wasser jährlich ein. Die vier Wasserwerke Schopke, Senne, Wistinghauser Senne und Helpup erreichen über ein 128,9 km langes Leitungsnetz insgesamt rund 4500 Hausanschlüsse. Die Stadtwerke können 4250 Kubikmeter Wasser in ihren Hochbehältern bevorraten.
Die Stadtwerke Oerlinghausen sind Komplettanbieter für Strom, Gas, Wärme und Wasser. Zur Stromversorgung setzen die Stadtwerke zu 29 Prozent auf Kernkraft, zu 24 Prozent auf fossile Energieträger, zu 22 Prozent auf umweltschonende Kraft-Wärme-Kopplung (basierend auf fossilen Energieträgern) und zu 25 Prozent auf erneuerbare Energien. Seit 1994 bereiten die Stadtwerke die Abwässer selbst wieder auf. 1998 wurde der Betriebszweig des ÖPNV eingerichtet. 2006 wurden die vormals städtischen Bäder den Stadtwerken übertragen. Sie unterhalten in Oerlinghausen ein Waldfreibad mit Wärmehalle und Einschwimmkanal. In den Wintermonaten hat das Hallenbad in Helpup geöffnet.

### Bildung

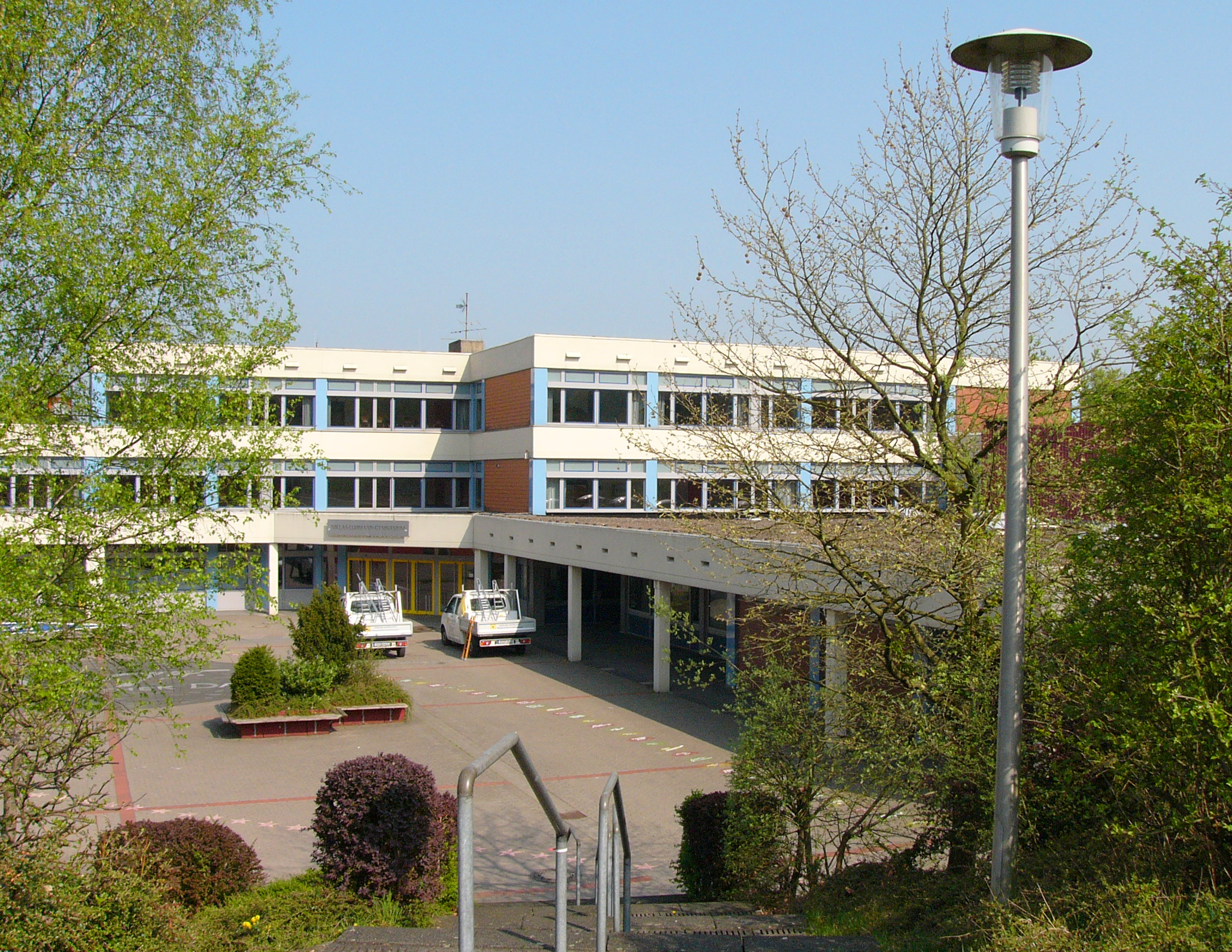
Niklas-Luhmann-Gymnasium

Die Stadt bietet zwei Grundschulen, eine kombinierte Haupt- und Realschule, ein Gymnasium und eine Förderschule an. Dies sind im Einzelnen die Grundschule Lipperreihe-Südstadt, die Grundschule Helpup, die Heinz Sielmann Haupt-Real-Schule (Verbundschule), das Niklas-Luhmann-Gymnasium und die Fröbelschule Oerlinghausen. Bis 2008 waren die Grundschulen in Lipperreihe und der Oerlinghausener Südstadt getrennte Einrichtungen, seitdem handelt es sich um eine Verbundschule mit zwei Standorten. Die nächstgelegene Gesamtschule ist die Felix-Fechenbach-Gesamtschule in Leopoldshöhe.
Im Jahr 2007 wurden an den allgemeinbildenden Schulen der Stadt mit 149 Lehrkräften insgesamt 2263 Schüler unterrichtet, davon 31,3 Prozent an den Grundschulen, 24,9 Prozent an der Haupt-/Realschule, 39,8 Prozent am Gymnasium sowie 4 Prozent an der Förderschule.
Die Volkshochschule Lippe-West mit ihrem Standort im Bürgerhaus und die Heimvolkshochschule Hedwigs-Haus e. V. bieten Kurse der Erwachsenenbildung an. Der Verein Musicus e. V. unterhält ein Institut zur musikalischen Förderung behinderter Menschen. Für die frühkindliche Bildung und Betreuung stehen acht Kindergärten zur Verfügung, von denen zwei als Familienzentrum zertifiziert sind. Träger sind die AWO, das DRK (je zwei Einrichtungen), die evangelische (drei Einrichtungen) und die katholische Kirche (eine Einrichtung).
Die Stadtbücherei Oerlinghausen ist im Bürgerhaus untergebracht.
Bundesweit in die Schlagzeilen mit Artikeln in der Zeit, im Focus sowie Beiträgen im WDR geriet das Gymnasium 1997, als der Schulleiter Friedrich Mahlmann das Buch Pestalozzis Erben veröffentlichte. In dem Buch wird der Schulalltag persifliert, wobei es offensichtliche Parallelen zwischen der fiktiven Stadt Rodenburg und Oerlinghausen gibt. Von ehemaligen Lehrern, die sich in den Akteuren des Romans wiedererkannten, wurde daraufhin – letztlich erfolglos – auf Entschädigung sowie gegen die weitere Verbreitung des Buches geklagt. Das Verfahren ging bis in die letzte Instanz vor das Bundesverfassungsgericht in Karlsruhe.

### Ansässige Unternehmen
Nach dem Niedergang der Leinen- und Zigarrenindustrie entwickelte sich in Oerlinghausen die Möbelindustrie. Zudem fanden viele Oerlinghauser Arbeit im nahegelegenen Bielefeld und suchten sich dort als Pendler ihr Auskommen. In der Zeit nach dem Zweiten Weltkrieg hatte Oerlinghausen billiges Bauland zu bieten, so dass große Bielefelder Unternehmen ihre Produktionsstätten teilweise nach Oerlinghausen verlegten, so zum Beispiel die Firmen Gundlach, Hanning & Kahl und später auch Oetker.

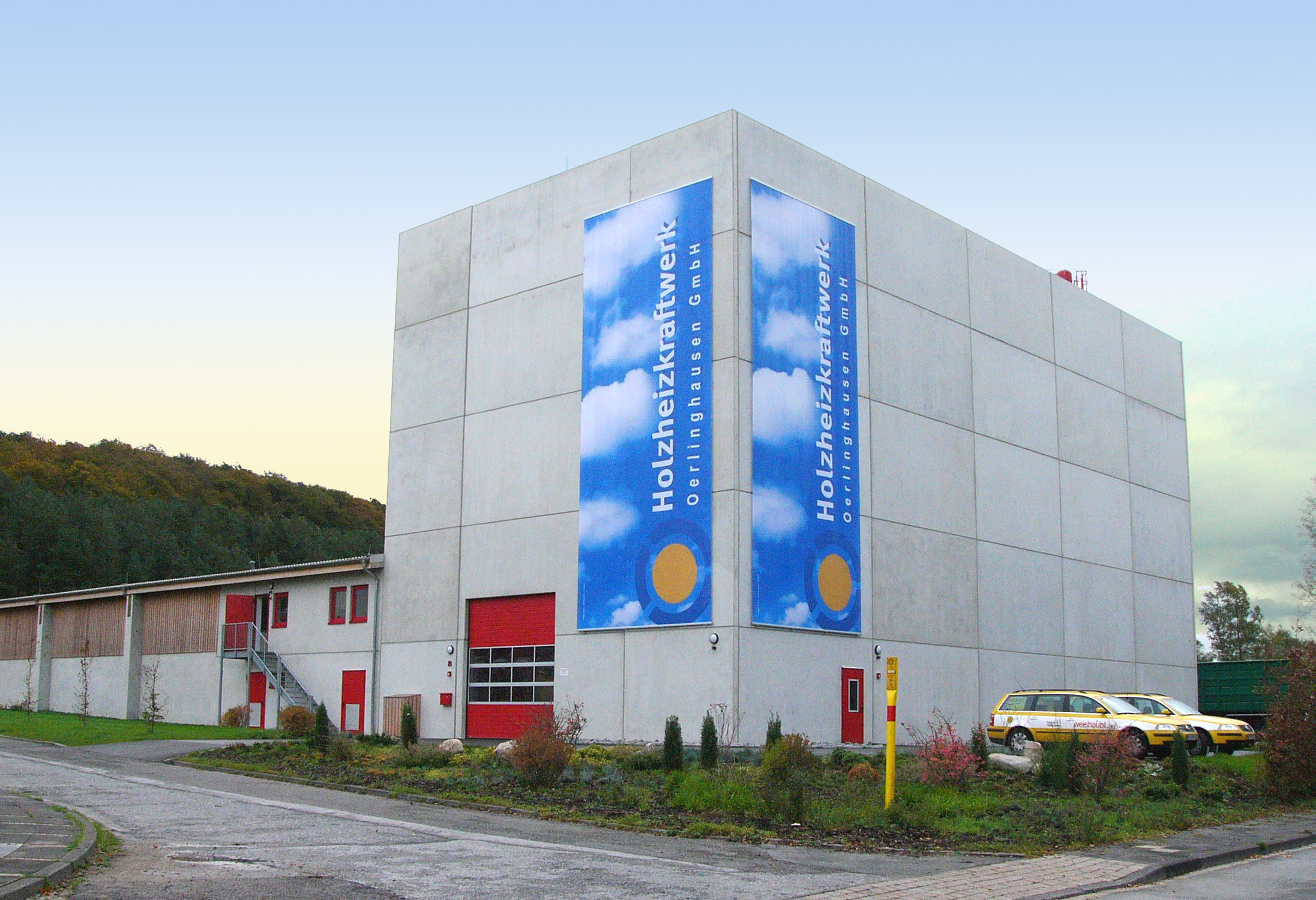
Holzheizkraftwerk

In Oerlinghausen sind rund 700 Unternehmen beheimatet, in der Mehrzahl jedoch Klein- und Kleinstbetriebe. Zu den bedeutendsten Oerlinghausener Unternehmen gehören:
- Hanning & Kahl GmbH & Co. KG: Das 1898 von Adolf Hanning und Wilhelm Kahl gegründete Unternehmen produziert mit rund 300 Mitarbeitern im Wesentlichen Sicherheitstechnik für Schienenfahrzeuge. In der Zeit des Nationalsozialismus wurden in dem – damals noch in Bielefeld ansässigen – Unternehmen auch Zwangsarbeiter eingesetzt.
- Hanning Elektro-Werke GmbH & Co. KG: Im Jahr 1947 gründete Robert Hanning, ein Sohn von Adolf Hanning, die Hanning Elektro-Werke. Das Unternehmen produziert im Bereich der Antriebstechnik und beschäftigt heute rund 1400 Mitarbeiter in Oerlinghausen und vier weiteren Standorten.
- Isra Vision AG: Im Jahr 1959 wurde in Oerlinghausen die Sortiermaschinen GmbH im Unternehmensverbund der Feldmühle gegründet. Im Rahmen der Umgliederungen der Feldmühle wurde später daraus die eigenständige *Lasor AG, die 2004 von der börsennotierten Aktiengesellschaft Isra Vision übernommen wurde. Der Unternehmenszweig hat weiterhin seinen Sitz in Oerlinghausen und firmiert unter dem Namen Isra Vision Lasor.
- Dr. August Oetker Nahrungsmittel KG: Der Kernbereich der Oetker-Gruppe, die Dr. August Oetker Nahrungsmittel KG, hat in Oerlinghausen eine Produktionsstätte, in der hauptsächlich Müsli und Backmischungen gefertigt werden.
- Gundlach Verpackung GmbH: Seit 1965 produziert die Gundlach Holding (Druck und Verlag) Verpackungen im Offset- und Tiefdruck und beschäftigt rund 400 Mitarbeiter in Oerlinghausen.
- Stadtwerke Oerlinghausen GmbH: Die Stadtwerke liefern Strom, Gas, Wärme und Wasser und sind für die Abwasserentsorgung und für den öffentlichen Personennahverkehr zuständig. Im Jahre 2005 wurde das neue Holzheizkraftwerk in Betrieb genommen; es deckt den Strombedarf von 800 bis 1000 Haushalten durch das Verbrennen von Biomasse.[64]

## Persönlichkeiten

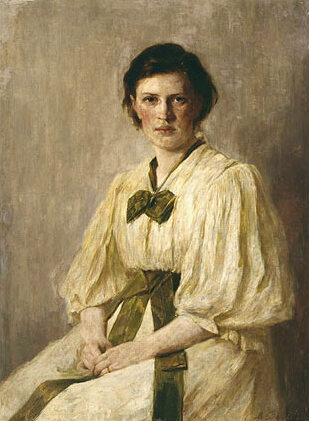
Marianne Weber war eine deutsche Frauenrechtlerin

### Ehrenbürger
1929 wurde Otto Weerth (1849–1930), ein Naturwissenschaftler und Geschichtsforscher, als erster zum Ehrenbürger von Oerlinghausen ernannt. Marianne Weber sollte 1933 die Ehrenbürgerschaft erhalten, ein entsprechender Beschluss wurde im Januar 1933 im Stadtrat gefasst. Nach der nationalsozialistischen Gleichschaltung der politischen Gremien wurde dieses Vorhaben jedoch nicht in die Tat umgesetzt. Bernhard Rust (1883 bis 1945), Reichsminister für Kultur und Erziehung, erhielt 1936 die Ehrenbürgerschaft, als er als Abgesandter der NS-Regierung an den Feierlichkeiten zum 900. Jahrestag der ersten urkundlichen Erwähnung Oerlinghausens teilnahm. Die Ehrenbürgerschaft wurde bereits kurz nach dem Zweiten Weltkrieg posthum wieder aberkannt.

### Söhne und Töchter der Stadt
Die folgende Persönlichkeiten wurden in Oerlinghausen geboren.
Marianne Weber (geb. Schnitger) wurde am 2. August 1870 in Oerlinghausen geboren. Sie war eine deutsche Frauenrechtlerin, Soziologin und Rechtshistorikerin. Nach dem frühen Tod der Mutter 1873 zog sie mit dem Vater nach Lemgo und besucht die Städtische Töchterschule, die später nach ihr in das Marianne-Weber-Gymnasium umbenannt wurde. 1893 heiratete sie Max Weber, den Mitbegründer der Soziologie, dessen Biographin sie später war. Ab 1894 begann sie, sich in der Frauenbewegung zu engagieren und war 1919 bis 1923 Vorsitzende des Bundes deutscher Frauenvereine. 1922 erhielt sie von der Universität Heidelberg die juristische Ehrendoktorwürde und wurde somit die erste deutsche Ehrendoktorin der Rechtswissenschaften. Weber starb am 12. März 1954 in Heidelberg.
Im Jahre 1878 wurde in Oerlinghausen Carl Bobe geboren. Er gilt als Begründer des modernen Postleitzahlensystems. Nach dem Schulbesuch arbeitete er im elterlichen Tischlereibetrieb. Während des Ersten Weltkriegs wurde Bobe als Soldat eingezogen und kurz darauf wegen seiner pazifistischen Gesinnung inhaftiert, wurde aber noch vor dem Kriegsende entlassen. Anschließend veröffentlichte er verschiedene Schriften zur Optimierung von Produktionsprozessen. 1917 entwickelte er das Organisationsschema zur schnelleren Postzustellung. Carl Bobe starb am 5. Februar 1947 in Bielefeld.
1928 wurde Roland Ploeger, ein Komponist, Organist und Musik-Professor, in Oerlinghausen geboren. Von 1949 bis 1954 studierte er an der Musikhochschule in Detmold, später Philosophie in Frankfurt am Main. Nachdem er einige Jahre als freiberuflicher Komponist und Musikkritiker in Hamburg tätig gewesen war, begann er 1963 als Dozent an der Musikhochschule Lübeck. Als er 1974 zum Leiter des dortigen Institutes für Musikerziehung ernannt wurde, erfolgte 1980 die Ernennung zum Professor. Anschließend war er von 1981 bis 1988 Vizepräsident der Musikhochschule Lübeck. Ploeger starb am 21. Dezember 2004 in Lübeck.

#### Weitere Söhne und Töchter
- Friedrich von Cölln (1766–1820), Publizist
- Daniel Georg Konrad von Cölln (1788–1833), Professor der Theologie
- David Julius Heilbronn (1797–1870), Arzt und Mitinitiator des Vereins für Cultur und Wissenschaft der Juden
- Karl Becker (1844–1913), Politiker (SPD)
- Friedrich Bödeker (1867–1937), Handwerker und Kakteenforscher, geboren in Währentrup
- Auguste Bracht (1875–1939), Politikerin
- Georg Müller-Oerlinghausen (1878–1954), Textilunternehmer, Vorstandsmitglied im Reichsverband der Deutschen Industrie und Mitglied des Reichswirtschaftsrates
- Richard Müller (1881–1937), Textilfabrikant und Mitglied des Landespräsidiums Lippe
- Albert Schütte (1885–1953), Politiker (SPD)
- Berthold Müller-Oerlinghausen (1893–1979), Bildhauer
- Walter Windmüller (1898–1943), jüdisches NS-Opfer, bekannt durch das Theaterstück Die Ermittlung von Peter Weiß
- Reinhold Hanning (1921–2017), ehemaliger SS-Unterscharführer in KZ-Wachmannschaften, geboren in Helpup
- Kurt Kochsiek (1930–2013), Internist
- Horst Steinkühler (* 1936), Politiker (SPD)
- Dieter Burkamp (1940–2012), Journalist, Autor und Verleger
- Hans-Georg Pott (* 1946), Germanist
- Holm Tetens (* 1948), Philosoph
- Bernhard Oberdieck (* 1949), Illustrator von Büchern
- Rudolf Westerheide (* 1960), Theologe

### Weitere Persönlichkeiten
Folgende Persönlichkeiten stammen nicht gebürtig aus Oerlinghausen, wirken oder wirkten aber hier:
- Gottfried Wilhelm Weerth (1815–1884), Pastor in Oerlinghausen seit 1852, Bruder von Georg Weerth
- Carl David Weber (1824–1907), Textilunternehmer
- Theodor Deppe (1836–1916), Lehrer und Heimatforscher, der seit seiner Pensionierung in Oerlinghausen lebte
- Robert Kronfeld (1904–1948), Segelflieger
- Niklas Luhmann (1927–1998), Soziologe, nach dem das städtische Gymnasium benannt ist
- Richard Grathoff (1934–2013), Soziologe
- Gisela Burkamp (* 1941), Kunsthistorikerin und Autorin
- Walter Trockel (* 1944), mathematischer Wirtschaftstheoretiker
- Manuela Grochowiak-Schmieding (* 1959), Politikerin
- Uwe Bekemann (* 1959), Fernschachspieler
- Sebastian Hellmann (* 1967), Fernsehmoderator (Sport-Sky Fernsehen)
- Frank McCarthy (* 1971), DJ bei BFBS
- Isabell Horn (* 1983), Schauspielerin
- Robert Michel (* 1984), Internet-Showmaster
- Patrick Choroba (* 1996), Fußballspieler

## Sonstiges
Spitznamen von Oerlinghausen: Eine im lokalen Umfeld häufig benutzte Koseform für Oerlinghausen lautet „Oerli“ bzw. „Oerly“; so existieren die Oerly-Musikschule, die Oerli-Dent Zahnarztpraxis und das Oerli-Mus.
Oerlinghausen in der Literatur: In Hermann Löns’ Schilderung Frau Einsamkeit, erschienen 1911 in dem Band Da draußen vor dem Tore. Heimatliche Naturbilder, wird auch Oerlinghausen erwähnt; es heißt dort: „…So wanderte ich von Bielefeld über sonnige Höhen, wo die goldenen Ziströschen im dürren Grase brannten, durch alte Wälder, in denen kein Vogel mehr sang, über hohe, braune Heidhügel, deren strenge Farbe ein dürftiger Rosenschein milderte, nach Oerlinghausen und weiter zur einsamen Senne, dem Lande, das nie der Wanderer besucht,…“
Papstbesuch in Oerlinghausen: Laut dem Paderborner Geschichtsschreiber Nicolaus Schaten (17. Jahrhundert) soll Papst Leo III. gemeinsam mit König Karl dem Großen etwa im Jahr 800 in Oerlinghausen gewesen sein.
Bezeichnung der Bewohner Oerlinghausens: Für die Bewohner Oerlinghausens – und gleichermaßen als Adjektiv zu Oerlinghausen – existieren drei unterschiedliche Bezeichnungen, die auch alle parallel Verwendung finden: Oerlinghauser, Oerlinghausener und Oerlinghäuser.